# Николаевская железная дорога
Никола́евская желе́зная доро́га (до 1855 года — Санкт-Петербурго-Московская, с 1923 года переименована в Октябрьскую) — третья по счёту железная дорога в Российской империи, построена в середине XIX века для обеспечения железнодорожного сообщения между Санкт-Петербургом и Москвой. Движение открыто в 1851 году.
Николаевская дорога стала первой двухпутной казённой (и первой двухколейной) железной дорогой в Российской империи и положила начало созданию в государстве железнодорожной сети общегосударственного значения. Протяжённость дороги составила 645 км (604 версты).
Позже к Николаевской железной дороге были присоединены другие линии. Дорога проходила по территориям Петербургской, Московской, Новгородской, Тверской, Псковской, Витебской и Смоленской губерний.

## История строительства дороги

### Предпосылки

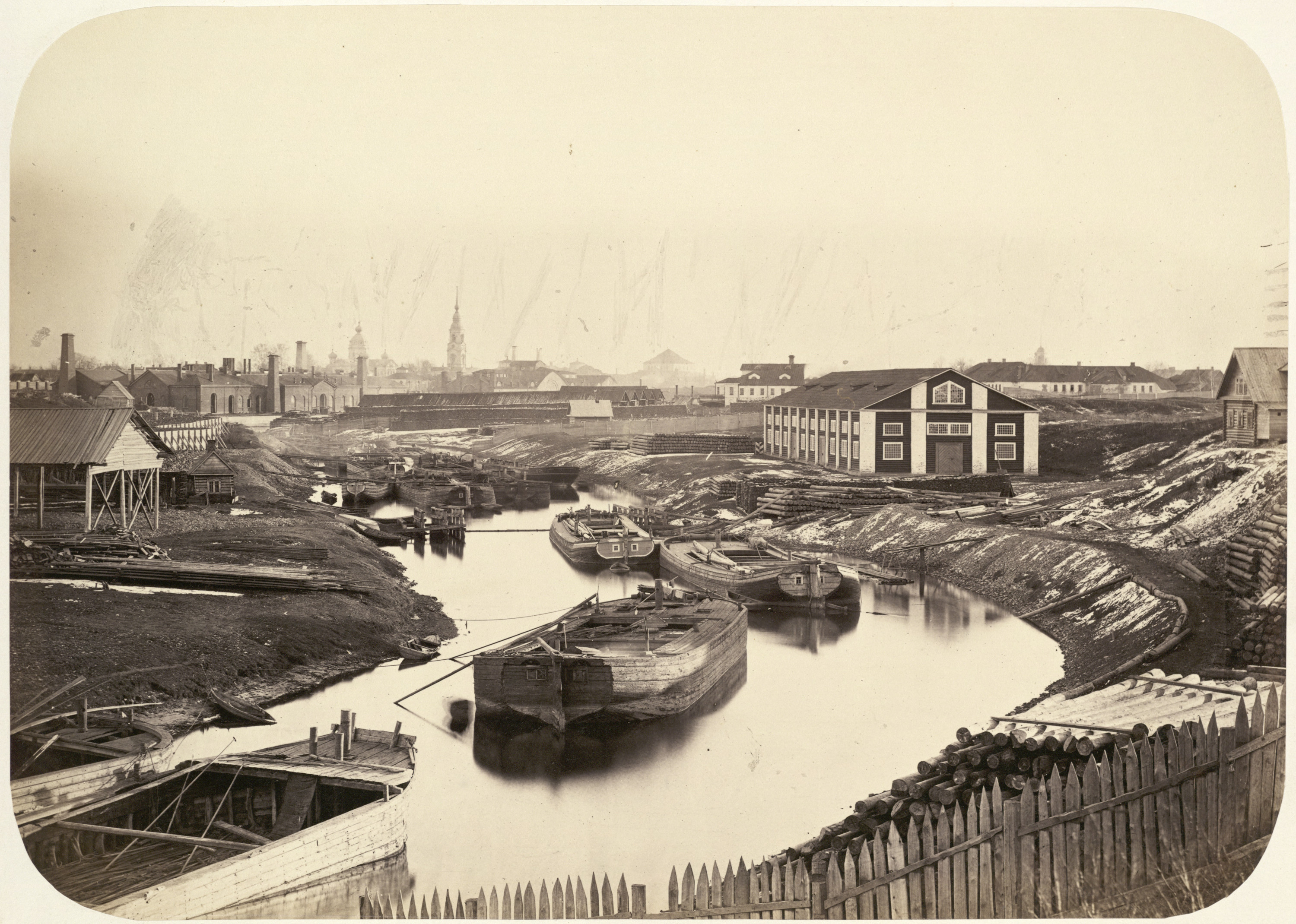
Большинство грузов в Петербург начала XIX века доставлялось на таких барках.(На фото река Ижора в Колпине)

1703 год — в устье реки Невы основан город Санкт-Петербург. Проходит девять лет, и город становится столицей Российской империи. К концу XVIII века Санкт-Петербург — крупнейший город России по численности населения. На территории столицы находится самый большой в империи по грузообороту морской порт. В город поступают большие потоки грузов для обеспечения всё возрастающего количества населения продовольствием и для экспортной торговли. С начала XVIII века началось создание новых путей сообщения столицы с остальной Россией. Были построены судоходные каналы, связавшие бассейн Балтийского моря с бассейном Волги (1709 год) и бассейном Белого моря (1829 год). В 1746 году закончено сооружение столичного тракта между Санкт-Петербургом и Москвой. Обновлённое Московское шоссе с гравийным покрытием связало столицу с Москвой в 1833 году.
В 1798 году был учреждён Департамент водяных коммуникаций, к которому в 1800 году присоединили Экспедицию устроения дорог в государстве — Россия получила центральный орган по строительству и эксплуатации путей сообщения. В структуре департамента находился особый отдел «по учебной части», в модельном кабинете которого экспонировались копии инженерных сооружений и механизмов, в частности, модель и описание «чугунной дороги для перевозки тяжестей». В 1809 году вместо Департамента водяных коммуникаций были образованы Главное управление водяными и сухопутными путями сообщения, Корпус и Институт Корпуса инженеров путей сообщения. В структуре Управления находилось три отдела: водяных, сухопутных сообщений и торговых портов. Корпус инженеров отвечал за строительство и эксплуатацию всех видов путей сообщения, Институт — за подготовку кадров. В 1835 году курс построений Института был дополнен разделом о построении железных дорог.
В России эксплуатация железных дорог началась в конце XVIII века на промышленных предприятиях и на крупных стройках. Первая железная дорога с паровозной тягой была открыта в 1834 году на Нижнетагильском металлургическом заводе Демидовых. На ней использовались первые русские паровозы, изготовленные отцом и сыном Черепановыми.
Возникновение железных дорог общего пользования было обусловлено развитием промышленности и торговли. Помимо создания паровоза, значительным шагом к применению на железных дорогах паровой тяги вместо лошадиной и человеческой стало начало производства в 1820 году в Англии катаных железных рельсов, которые были значительно прочнее применявшихся до того чугунных и позволили перевозить грузы большей массы с большей скоростью. Первая в мире железная дорога общего пользования с паровой тягой была построена в Англии в 1825 году. Железные дороги того времени, по сравнению с другими видами путей сообщения, обладали преимуществом в значительном увеличении скорости доставки грузов и пассажиров, уменьшении стоимости транспортных услуг, большем комфорте пассажиров относительно другого сухопутного транспорта. В 1826 году ведомство путей сообщения впервые обсудило ряд предложений о строительстве железных дорог в России и отклонило их, отметив трудность содержания оных в зимнее время. В 1830 году профессор Петербургского университета Щеглов в своей статье обосновал строительство чугунной дороги Санкт-Петербург — Тверь для кратчайшего соединения столицы с бассейном Волги.

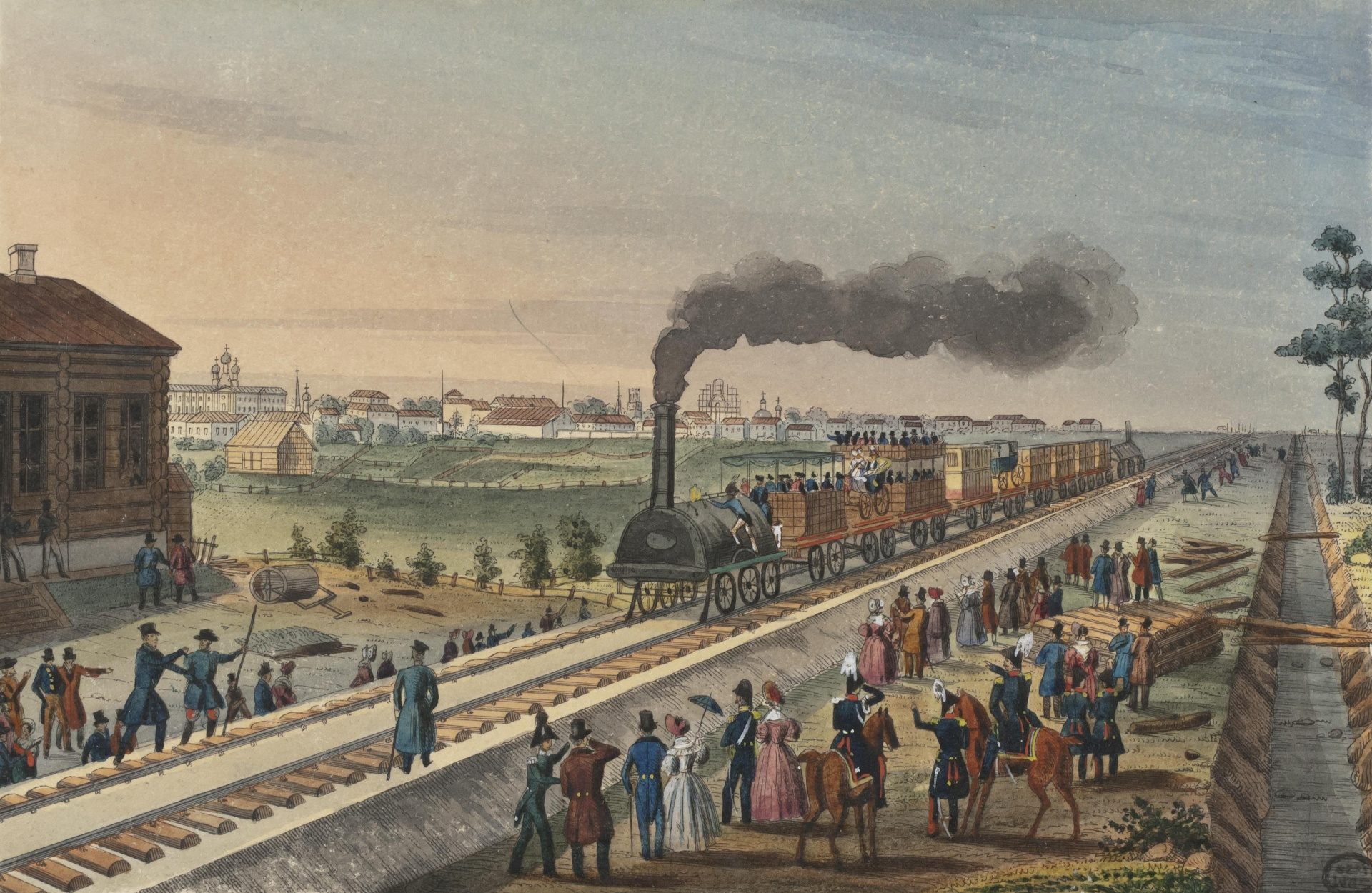
Царскосельская железная дорога

Через несколько лет, в 1835 году, австрийский инженер и предприниматель Франц Герстнер, под чьим руководством строилась первая железная дорога в Австрии, при личной встрече с императором Николаем I предложил построить железную дорогу от Петербурга до Москвы, при этом выдвигая в качестве условия монопольное право на строительство в течение 20 лет всех железных дорог России с переходом построенных в это время дорог в собственность Герстнера на неограниченный срок. Для рассмотрения предложения был создан Особый комитет и для изучения построенной Герстнером железной дороги отправлен в Австрию офицер корпуса инженеров сообщения Н. О. Крафт, который, по возвращении в Россию в июне того же 1835 года, представил своё описание данной железной дороги. Позже Герстнер предложил построить вначале небольшую железную дорогу для демонстрации возможности строительства и использования их в условиях России. В результате Герстнер не получил привилегии на постройку железной дороги Санкт-Петербург — Москва, но в марте 1836 года ему разрешили строительство небольшой опытной дороги. В 1837 году пригородная Царскосельская дорога, построенная Герстнером, была введена в действие и стала первой железной дорогой общего пользования в России. Дорога показала возможность круглогодичного использования железных дорог в условиях российского климата. Сам же Герстнер, не получив исключительного права на постройку железных дорог в России, уехал в 1838 году в США.
В 1837—1838 годах профессора Института Корпуса инженеров путей сообщения П. П. Мельников и С. В. Кербедз для ознакомления с опытом создания и использования железных дорог в других странах были направлены за границу и посетили Францию, Англию, Бельгию и Германию. В том же 1838 году помещик и предприниматель Аггей Васильевич Абаза выдвинул свой проект железной дороги Санкт-Петербург — Москва (без захода в Новгород). По его расчётам, на трассу должно было перейти 112 тыс. т (7 млн пудов) грузов в год из 850 тыс. т (53 млн пудов), перевозимых водным транспортом в Петербург, и ещё 112 тыс. т — с гужевого транспорта; а пассажиропоток должен составить 190 тыс. человек в год. Стоимость постройки помещик оценил в 120 млн ассигнационных рублей, а доходность — в 10 % годовых. Проект Абазы в результате его рассмотрения специально созданной комиссией одобрения не получил. Также был отклонён проект магистрали в Москву лейпцигских банкиров Дюфура и Гаркарта. В то же время было выдано разрешение на постройку на частные средства российской части железной дороги Варшава — Вена, сооружение которой было начато в 1839 году и окончено в 1848 году, уже за казённый счёт. Варшаво-Венская линия стала первой крупной железной дорогой России. Поступали и другие предложения о строительстве железных дорог. После рассмотрения одного из таких вариантов, в январе 1839 года император поручил главноуправляющему путями сообщения Карлу Толю подготовить соображения по поводу строительства железной дороги Санкт-Петербург — Рыбинск. В подготовленном весной того же года докладе Толь доказывал нецелесообразность строительства данной дороги, ссылаясь на меньшую в сравнении с железной дорогой стоимость перевозки грузов существующим водным транспортом по данному маршруту. При рассмотрении этого доклада Николай I поручил Толю для изучения железнодорожного транспорта Америки послать туда специалистов. В итоге, в июне 1839 года П. П. Мельников и Н. О. Крафт были откомандированы в США и вернулись назад в июне 1840 года.

### Утверждение проекта железнодорожной трассы

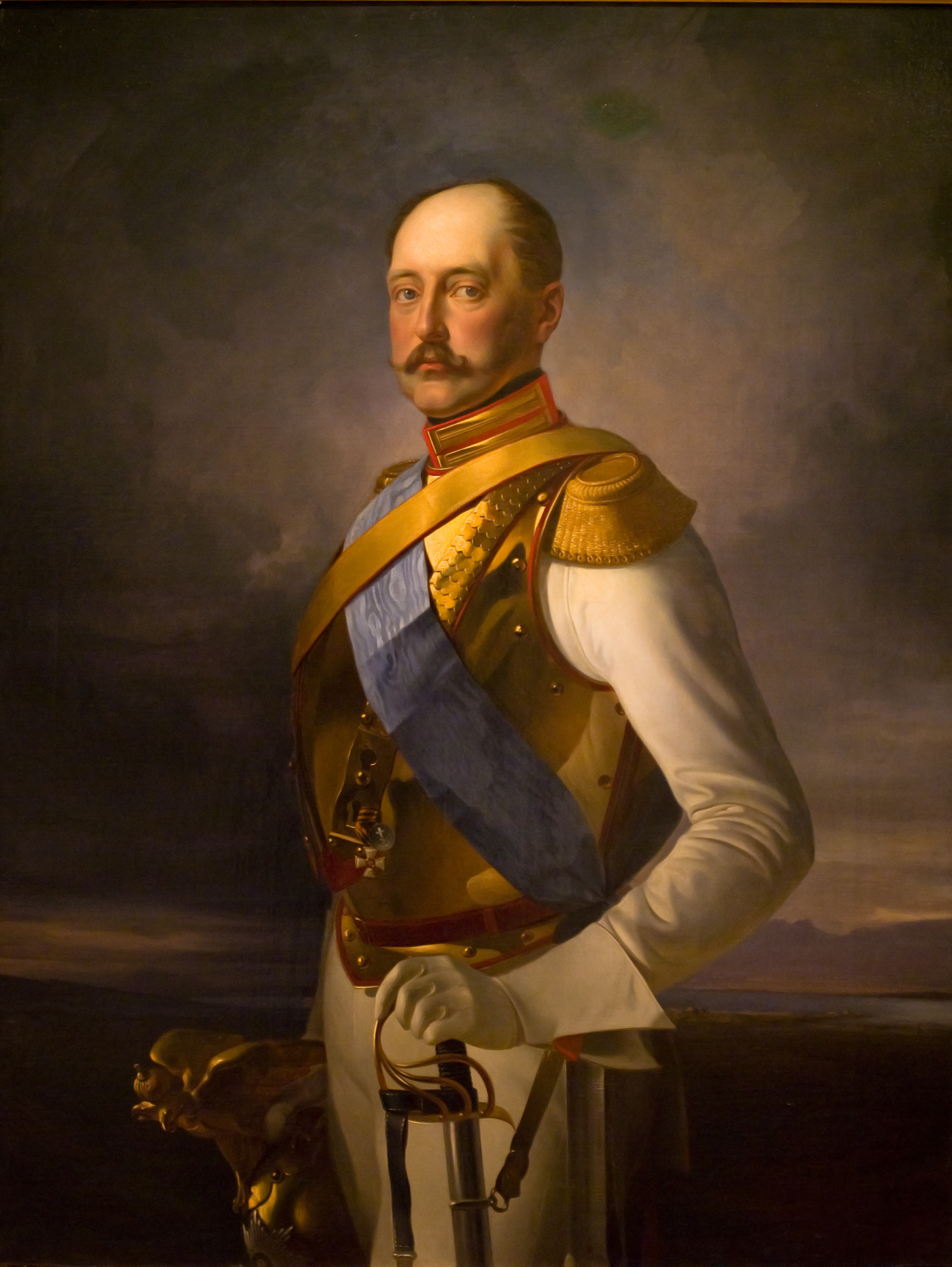
Император Николай I

В марте 1841 года Николай I приказал учредить комиссию для составления проекта железной дороги между Санкт-Петербургом и Москвой. Председателем комиссии был назначен А. Х. Бенкендорф, в числе других в неё вошли П. П. Мельников и Н. О. Крафт. В сентябре 1841 года комиссия представила доклад-проект с финансово-экономическими расчётами постройки и эксплуатации железной дороги.
Между Петербургом и Москвой большая часть грузов направлялась в сторону Санкт-Петербурга, при этом город снабжался главным образом по водным путям. Так, в 1839 году внутренними водными путями в Петербург прибыло 1,3 млн т грузов. В сравнении с этим показателем железная дорога, по проекту, должна была перевозить существенно меньшее количество грузов — 0,4 млн т. Дорога проектировалась как ещё один вид путей сообщения, способный частично разгрузить водный и гужевой транспорт и обеспечить более быструю доставку грузов и пассажиров. Согласно проекту стоимость трассы должна была составить 43 млн рублей серебром, из них: земляные работы — 10,4, верхнее строение пути — 9, подвижной состав — 7,8, искусственные сооружения — 3,5 млн рублей. Ежегодные железнодорожные расходы выражались цифрой 3,15 млн руб., а ежегодный доход ожидался в 5,73 млн руб., чистая прибыль — 2,6 млн рублей или 6 % годовых. Объём земляных работ, при двухпутной железной дороге кратчайшего направления и максимальных уклонах в 2,5 ‰, рассчитывался в 50,5 млн м³. Проект предусматривал ежегодную перевозку 400 тыс. тонн грузов и 270 тыс. человек при скорости в 16 км/ч — для грузовых и 37 км/ч — для пассажирских поездов.
Комиссия, рассматривавшая данный проект, сочла, что размеры перевозок завышены, эксплуатационные расходы занижены, а доходы преувеличены. По её расчётам, чистая прибыль составляла 0,79 млн рублей, то есть более чем в три раза меньше чем в расчётах Мельникова. Проект и оба варианта экономических расчётов рассматривались комитетом министров, где большинство выступило против постройки железной дороги. Однако, несмотря на это, Николай I выступил за строительство магистрали, и 1 (13) февраля 1842 года императором был подписан указ о сооружении железной дороги Петербург—Москва.
Руководство строительством дороги было возложено на Особый межведомственный комитет под председательством наследника престола Александра Николаевича. В него входили министр финансов, министр государственных имуществ, министр внутренних дел, главноуправляющий путями сообщения и публичными зданиями К. Ф. Толь, генерал-адъютанты А. Х. Бенкендорф и П. А. Клейнмихель, граф А. Ф. Орлов, граф В. В. Левашов, генерал-лейтенант М. Г. Дестрем, генерал-майор К. В. Чевкин, герцог Лейхтенбергский и граф А. А. Бобринский. При комитете учреждена Строительная комиссия под руководством Бенкендорфа . Для изыскания маршрута железной дороги и её строительства были созданы две дирекции: Северная — во главе с П. П. Мельниковым — и Южная, возглавляемая Н. О. Крафтом. Границей между дирекциями служила река Коломенка, пересекающая трассу железной дороги между Березайской и Бологовской станциями, в 6 км от последней. Решением межведомственного комитета в качестве главного консультанта строительства из США был приглашён инженер Дж. Уистлер, имевший опыт строительства железных дорог. После смерти Уистлера в 1849 году на его место пригласили американского инженера Т. Брауна. 1 (13) августа 1842 года руководство строительством линии было передано от межведомственного комитета в Главное управление путей сообщения и публичных зданий. Вместо скончавшегося К. Ф. Толя главой управления был назначен П. А. Клейнмихель. Упразднялась Строительная комиссия. В Главном управлении путей сообщения учреждён департамент железных дорог во главе с К. И. Фишером. В департамент входила комиссия по надзору за проектированием и строительством дороги (глава — Дестрем).
Рекогносцировочные изыскания начались в феврале 1842 года. Одновременно с трассированием линии проводились гидрометрические и инженерно-геологические изыскания. Общая протяжённость исследованных вариантов трассы составила 6000 км. Изыскания производились по двум маршрутам: прямому и по маршруту Петербург — Новгород — Вышний Волочёк — Москва. Новгородский вариант трассы был длиннее на 30 км и дороже на 17,5 %, хотя и несколько увеличивал объёмы перевозок. На заседании Особого межведомственного комитета мнения высших государственных чиновников о маршруте прохождения железной дороги разделились. Так, за новгородский вариант выступали министр государственных имуществ П. Д. Киселёв, министр внутренних дел Л. А. Перовский, председатель департамента государственной экономии В. В. Левашов и член госсовета А. Ф. Орлов. Точку в обсуждении поставил Николай I, приняв 22  февраля (6 марта) 1843 года решение о прохождении дороги по прямому направлению без захода в Новгород. 14 (26) апреля 1843 года трасса дороги, нанесённая на карту, была утверждена императором и принята к руководству при строительстве.
Также комитетом обсуждался вопрос о ширине колеи Санкт-Петербурго-Московской железной дороги. В то время ещё не существовало какого-то стандарта колеи, и в Западной Европе, США, и даже в России строились дороги с различным расстоянием между рельсами. Большинство членов комитета первоначально выступали за колею в 6 футов (1829 мм) — такую же как у Царскосельской железной дороги. Уистлер настаивал на колее в 5 футов (1524 мм) — такой ширины были некоторые железные дороги в США. Несмотря на то, что подобная ширина колеи отличалась от колеи как Царскосельской, так и Варшаво-Венской (1435 мм) железных дорог, Уистлер смог убедить в целесообразности пятифутовой колеи некоторых членов комитета и Главноуправляющего путями сообщения. В итоге лишь начальник штаба Корпуса горных инженеров К. В. Чевкин продолжил выступать за колею в 6 футов, остальные поддержали вариант Уистлера, и 14 февраля (26 февраля) 1843 года император утвердил постройку железной дороги с колеёй 5 футов, ставшей впоследствии стандартной в России.

### Строительство

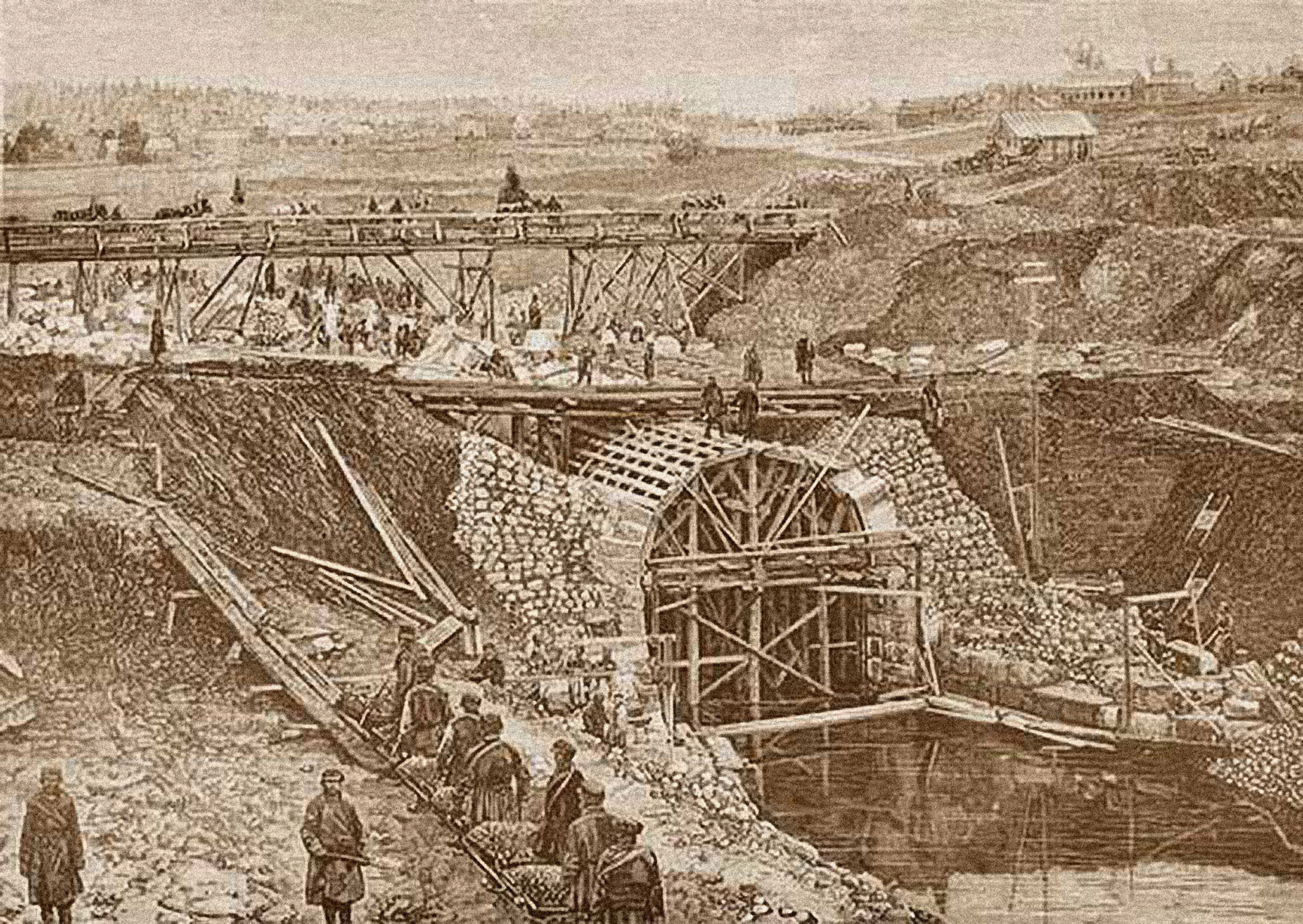
Сооружение насыпи и водопропускной трубы Веребьинского обхода в 1880-х. Также велись работы и на сооружении дороги в 1840-х годах

Строительство железной дороги началось 27 мая (8 июня) 1843 года. Северная дирекция руководила стройкой из Чудова, а южная — из Вышнего Волочка; позже из Твери. Дирекции делились на участки по 50—60 км, а те, в свою очередь, на дистанции по 10—12 км. Большие мосты, вокзалы и крупные станции выделялись в самостоятельные строительные участки. Все участки возглавлялись инженерами путей сообщения. Все объекты линии строились подрядным способом. Подряды на работы заключались непосредственно с Главным управлением путей сообщения и публичных зданий. Согласно договорам, подрядчики не подчинялись начальникам управлений, которые не могли контролировать подрядчиков в вопросах труда и оплаты рабочих. Случались примеры неэффективного расходования денежных средств: так, Громов и Скрябин, выиграв торги на поставку шпал на железную дорогу по цене 1 рубль 50 копеек за штуку, у своих подрядчиков закупали шпалы по 70 копеек, те же оплачивали шпалы субподрядчикам по 27 копеек за штуку.
На работы подрядчики нанимали как крепостных крестьян, так и государственных. Подрядчик сам нанимал рабочую силу и сам же устанавливал систему и размеры оплаты труда. Но так как свободных, «вольных» рабочих рук в стране почти не было, то подрядчики в большинстве случаев вступали в сделки с владельцами крепостных душ — помещиками. Доверенные лица подрядчиков разъезжали по Псковской, Витебской, Виленской, Ковенской, Московской, Новгородской, Смоленской, Тамбовской, Тверской и другим губерниям, заключая с помещиками контракты на «приобретение» строительных рабочих. Контракты между подрядчиком и помещиком заключались без какого-либо юридического участия крепостных крестьян. Их отправляли на строительство, не спрашивая согласия. В числе их было немало подростков и детей. Часть заработанных денег они должны были отдать помещику в качестве оброка. Государственный крестьянин заключал договор самостоятельно, но ввиду массовой неграмотности, зачастую, не мог его прочесть и верил агенту на слово. Распространённой практикой являлось, когда доверенные подрядчиков узнавали в губернских управлениях о районах, пострадавших от падежа скота, неурожая или крупного пожара, и устремлялись туда. Они приезжали к сельскому начальству, сговаривались со старшиной или писарем. Последние за взятку выявляли самых бедных крестьян, не внёсших вовремя податей, и вынуждали их заключать контракты. Большинство строителей вербовались на период с 1 (13) мая по 1 (13) ноября, но существовал и подённый наём. Иногда работы производились и зимой. Рабочие жили в шалашах или землянках, реже в бараках. Рабочий день длился всё светлое время суток, в середине дня полагался двухчасовой перерыв на обед и отдых. По норме, каждый землекоп должен был за день работы на обычном грунте выбрать 4,8 м³ (0,5 саж³) земли и переместить его на расстояние 106 м (50 саженей). При работе на тяжёлых грунтах нормы были ниже. Рабочие обеспечивались бесплатным питанием, заработная плата за сезон устанавливалась в 35 рублей для землекопа, 17,5 рублей для ровняльщика и крючника (19,5 и 9,8 копейки в день). Но из-за различных вычетов полную денежную сумму получить было крайне затруднительно. В случае болезни с работника вычиталось ежедневно по 15 копеек на питание и 5 копеек на лазарет. Вычеты зарплаты производились за болезнь, штраф, невыход на работу, невыполнение нормы. Если по причине дождя работа велась неполный рабочий день, то за весь день производился вычет. Были часты случаи намеренного занижения выполненного рабочими труда при обмерах со стороны подрядчиков. Во всех случаях рабочие отвечали друг за друга круговой порукой — так, за прогул одного артельщика со всех вычитали по 50 копеек. Нередко случалось и такое, что из-за вычетов или просто обсчёта строители дороги ничего не зарабатывали за сезон, либо ещё и оставались должны подрядчику. В результате тяжёлых условий труда и обманов в части его оплаты, имелось много случаев бегства рабочих со стройки, как одиночно, так и в составе групп до сотен человек. Беглецов обычно ловили, применяли к ним телесные наказания и возвращали обратно на работы.

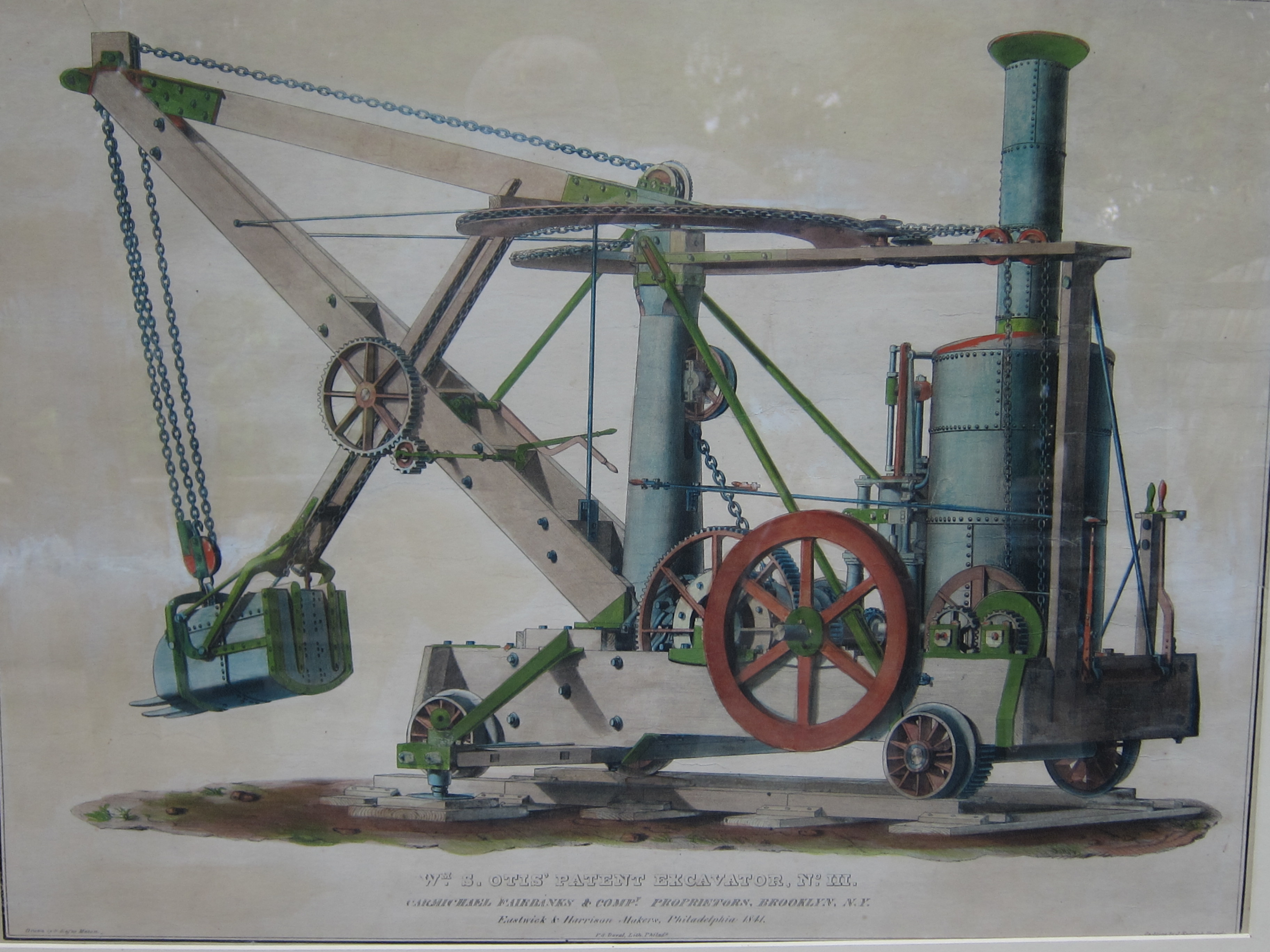
Паровой экскаватор использовавшийся на строительстве дороги

На строительстве дороги работали и церковные служащие: от армии было выделено шесть походных церквей. За свой труд священники получали по 750 рублей в год и по 2 рубля суточных. Американский консультант Уистлер получал 12 000 рублей в год. Нередки были на строительстве смертельные случаи: в январе, феврале 1846 года только из больных, размещённых в Тосно, Чудове, Спасской Полисти, Подберезье и Соснинке, умерло 357 человек.
Наибольшее число рабочих были заняты на земляных работах, на них ежегодно находилось до 40 000 человек. Грунт перемещался рабочими на тачках либо лошадьми на телегах. Кроме того, по проекту П. П. Мельникова было сделано 465 «землевозных вагонов» на рельсовом ходу под конскую тягу. Для них было изготовлено 10 тыс. рельсов длиной от 3,7 до 5,6 метра. Для механизации работ были закуплены в США 4 паровых копра и 4 паровых экскаватора на рельсовом ходу. Всё оборудование передавалось подрядчикам бесплатно во временное пользование. Экскаваторы использовались с 1 (13) июля 1845 года по 15 (27) декабря 1847 года между Лыкошино и Березайкой на сооружении выемки. Экскаватор, при работе без поломок, вырабатывал за 12 часов до 1000 м³ грунта, средняя выработка составляла 500 м³. Всего они выработали 170 тыс. м³ грунта. В 1848 году экскаваторы были куплены Демидовым и использовались на Урале на вскрышных работах.
Земляные работы велись вначале на участках от Петербурга до Чудово и от Вышнего Волочка до Твери, а с 1845 года — на всём протяжении трассы. Параллельно с земляными работами строились здания и сооружения. Укладка верхнего строения пути велась из Санкт-Петербурга и Вышнего Волочка. Рельсы и подвижной состав доставлялись в Вышний Волочёк водным путём из Петербурга. Движение на дороге открывалось частями: небольшой участок пути от станции в Петербурге до Александровского механического завода, где строили подвижной состав, был открыт в 1846 году, первый участок дороги от Петербурга до Колпино был открыт 5 (17) мая 1847 года. За год работы, с мая 1847 по май следующего года, на этом участке было перевезено 80 тыс. пассажиров и 880 т грузов. В июне 1849 года служебное движение было запущено от Колпино до Чудово, 26 июля (7) августа 1849 года — от Вышнего Волочка до Твери. В 1850 году открылось служебное движение от Чудово до Бологое и постоянное (29 июня (11) июля) — от Вышнего Волочка до Твери. 1 (13) ноября 1851 года дорогу открыли официально на всем её протяжении.
Всего на строительстве было выполнено около 46 млн м³ земляных работ. На линии построили 2 больших вокзала в столицах, 34 станции, 8 больших, 182 малых и средних моста, 69 труб и 19 путепроводов. Строительство Петербург-Московской железной дороги обошлось в 67 млн рублей. Для сравнения, годовой бюджет Российской империи в 1842 году составил 187 млн рублей. В процессе строительства принимали участие представители отечественной инженерно-технической школы: Н. И. Литин, Д. И. Журавский, В. А. Панаев, П. П. Зуев, Н. И. Антонов, С. Ф. Крутаков, В. И. Граве, И. Ф. Кениг, А. И. Штукенберг, В. С. Семичев, Н. И. Миклуха и другие.
|            | 1842  | 1843  | 1844  | 1845  | 1846  | 1847  | 1848  | 1849  | 1850  | 1851  |
| ---------- | ----- | ----- | ----- | ----- | ----- | ----- | ----- | ----- | ----- | ----- |
| млн рублей | 0,182 | 1,299 | 5,696 | 7,832 | 10,96 | 9,700 | 7,247 | 4,939 | 8,526 | 10,48 |

### Открытие движения

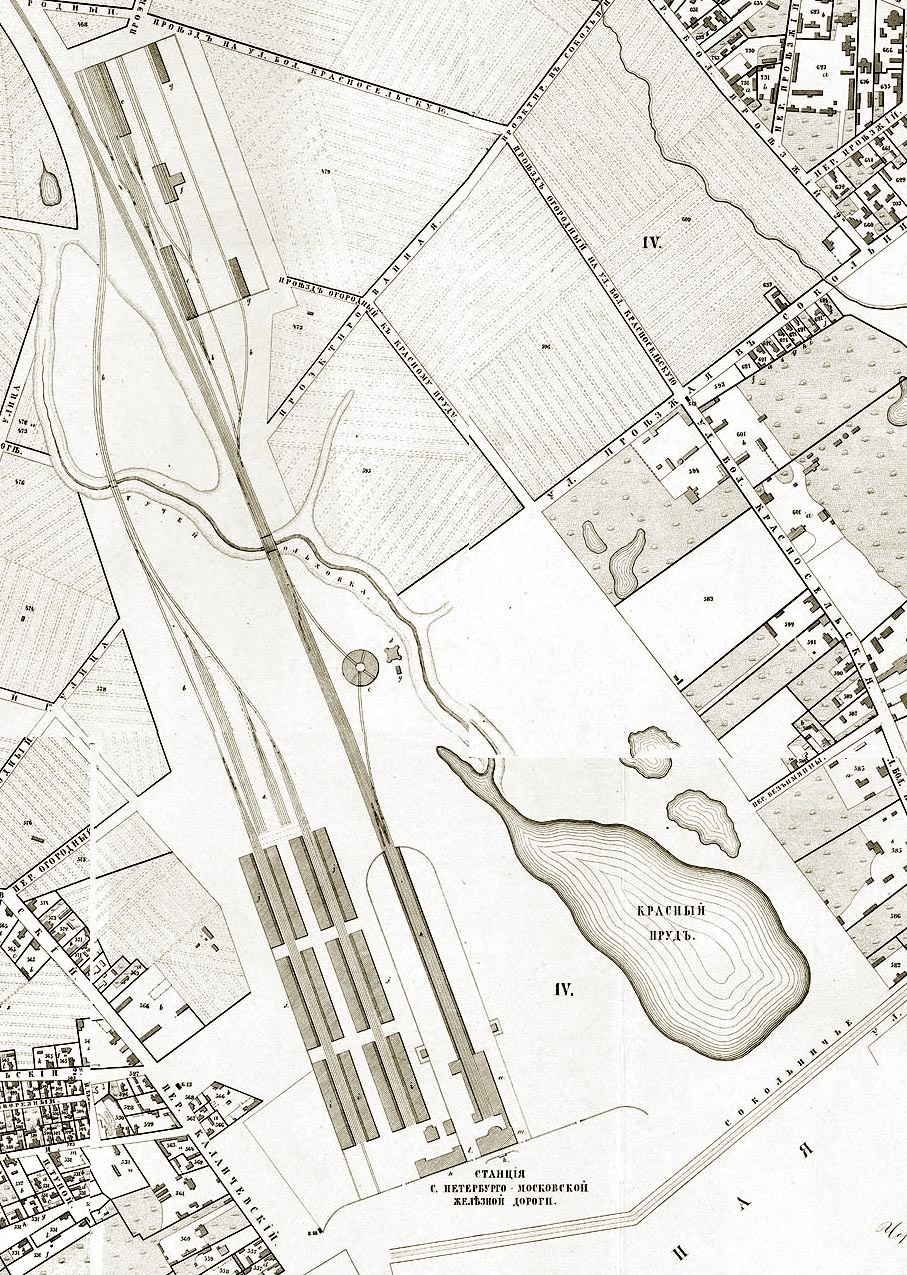
Схема станции в Москве на 1852 г.

С 14 (26) по 16 (28) августа 1851 года из Петербурга в Москву по железной дороге, на 9 поездах, были перевезены два батальона лейб-гвардии Преображенского и Семёновского полков, два эскадрона лейб-гвардии Кавалергардского и Конного полков и дивизион гвардейской артиллерии. В 4 утра 19 (31) августа в Москву отправился царский поезд, состоявший из 9 вагонов. Путешествие, вместе с остановками, заняло 19 часов. Официальное открытие магистрали Петербург-Москва 1 (13) ноября 1851 года ознаменовалось пуском первого «всенародного поезда». В 11 часов 15 минут утра поезд из 6 вагонов двинулся в путь. В поезде было 17 пассажиров первого класса, 63 — второго и 112 — третьего класса. Поезд прибыл в Москву в 9 часов утра следующего дня, пробыв в пути 21 час 45 минут.
Первое время плата за проезд пассажиров от Петербурга до Москвы составляла: в первом классе 19 рублей, во втором — 13 и в третьем — 7 рублей с человека. Так же людей перевозили в товарных поездах и открытых платформах со скамьями, поездка по означенному маршруту в них стоила 3 рубля. Для сравнения: в 1820-х годах стоимость одного билета на дилижанс из Петербурга в Москву составляла 95 рублей, а путь занимал 4—5 суток. За такое же расстояние, пройденное пассажиром на пароходе по маршруту Одесса — Керчь, в 1849 году пришлось бы заплатить 16, 9 или 4 рубля за билет 1, 2 или 3 класса соответственно. Перевозка грузов из одной столицы в другую, в зависимости от вида, стоила от 9 рублей 16 копеек до 24,42 р. за тонну (от 15 до 40 копеек за пуд). Золото и серебро перевозились за 48,84 р. за тонну груза (80 коп. за пуд). В 1834 году стоимость перевозки гужевым транспортом из Москвы в Петербург составляла от 73,26 р. за тонну (1,20 р. за пуд) зимой до 146,5 р. за тонну (2,40 р. за пуд) летом; из Твери до Санкт-Петербурга водным транспортом по Вышневолоцкой системе — 18 рублей за тонну (30 копеек за пуд); от 16 до 25 рублей за тонну (от 25 до 41 копейки за пуд) стоила перевозка из Рыбинска в Петербург по Мариинской водной системе в 1837 году. Перемещение отдельных вещей по железной дороге стоило: 75 рублей — перевозка дилижанса, 50 р. — кареты, 25 р. — саней, телеги или дрожек, 10 р. — лошади, 5 р. — крупного скота, и в 3 рубля обходилась перевозка собаки.
Первым начальником железной дороги был назначен инженер путей сообщения А. Н. Романов, до того работавший на Царскосельской линии. С 1852 по 1855 года магистраль возглавлял Н. О. Крафт.

## Описание магистрали

### Сооружения
Петербурго-Московская железная дорога построена двухпутной, ширина её колеи 1524 мм. Длина трассы — 645 километров. Ширина земляного полотна на насыпях — 9,45 м, в выемках — 9,75 м. Выемки и насыпи, для предупреждения оползней, были устроены с откосами крутизной 1:2, а иногда даже 1:3. Наибольшая глубина выемки на магистрали составляла 19 м на участке между станциями Валдай и Березайка. Нижний слой балласта — песчаный, толщиной 0,3 м в выемках и 0,6 м на насыпях; верхний — щебёночный, толщиной 0,17 м. На километр пути приходилось 1166 шпал. Еловые непропитанные шпалы длиной 2,7 м уложены на проложенные продольно пути в три ряда сосновые лежни размером 5,4×0,2×0,075 м. Лежни укладывались для более равномерной передачи нагрузки на земляное полотно. Рельсы были железными, массой 30 кг/м, длиной 5,4 м и высотой 9 см; скреплялись между собой 11-килограммовой чугунной подушкой, уложенной на шпале. Железные рельсы изнашивались в течение четырёх, пяти лет и требовали регулярной замены. Стрелки были безостряковыми на два или три пути. При переводе тупые концы рельс стрелки соединялись с тупыми концами рельс нужного пути. Также часть стрелочных крестовин на дороге была выполнена переводными: они представляли собой один поворачивающийся вокруг вертикальной оси рельс, соединявший пару рельс одного либо другого пути. Там, где были поворотные крестовины, для смены пути нужно было переводить как стрелку, так и крестовину.

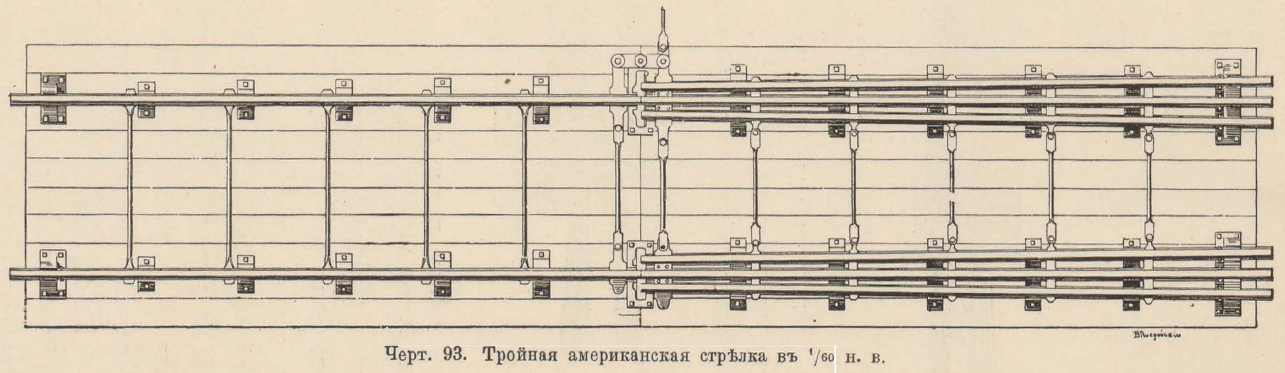
Стрелочный перевод на три пути
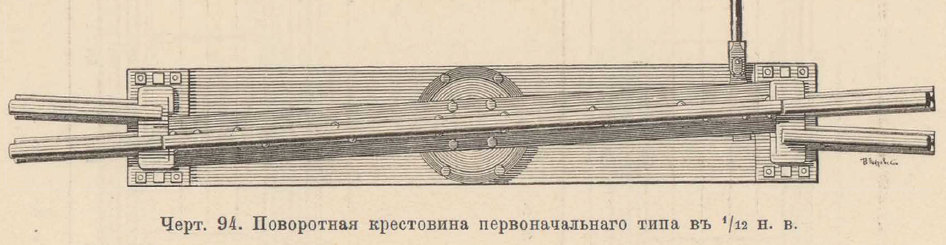
Поворотная крестовина

Железная дорога была построена с минимальным использованием иностранных материалов. Рельсы были одним из немногих примеров, где зарубежные материалы применялись. Изначально и они должны были быть российского производства, для чего предполагалось организовать производство рельс в Российской империи. Комитет из представителей российской промышленности заявлял, что в состоянии наладить производство всего необходимого количества рельс для железной дороги. Под его управление был передан казённый чугунно-плавильный завод в Санкт-Петербурге, и предполагалось изготовить в России 49 тысяч т рельс из 79 тысяч т, необходимых на всю дорогу по цене 83,7 рубля за тонну (1,43 руб за пуд) с учётом перевозки до места. Но русские промышленники не выполнили взятые на себя обязательства, и в результате на железную дорогу было поставлено лишь 0,8 тыс. т рельс российского производства, а остальные были поставлены из-за рубежа.
Наименьший радиус кривых на перегонах был ограничен 1,6 км, а на раздельных пунктах — 1,065 км, криволинейные участки занимали 7,5 % длины. В связи с тем, что 80 % грузов направлялось в сторону Санкт-Петербурга, то и руководящий уклон (максимальный уклон подъёма пути) в сторону Петербурга строился вдвое меньшим — 2,5 ‰ (в сторону Москвы — 5 ‰). Исключение составлял затяжной Веребьинский подъём в сторону Москвы длиной 15,5 км. Он начинался у Мстинского моста и составлял 7,8 ‰.
На дороге построено 34 станции четырёх классов, каждая из которых имела не менее четырёх железнодорожных путей. Станции I и II класса расположены на линии поочерёдно, на расстояние около 80 км друг от друга. Между каждой из них находилась станции III и IV класса, среднее расстояние между соседними станциями было примерно 20 км. Станции I класса: Петербург, Малая Вишера, Бологое, Тверь, Москва. II класса: Любань, Окуловка, Спирово, Клин. III класса: Саблино, Чудово, Веребье, Торбино, Лыкошино, Вышний Волочёк, Осташково, Завидово, Крюково. IV класса: Колпино, Ушаки, Бабино, Гряды, Бурга, Боровёнка, Угловка, Березайка, Заречье, Осеченка, Калашниково, Кулицкая, Кузьминка, Решетниково, Подсолнечная, Химки. Кроме того, было построено 3 остановочных пункта (приёмных пассажирских дома): Тосно, Померанье, Волхово, в отличие от станций, на них не было путевого развития и устройств водоснабжения паровозов.

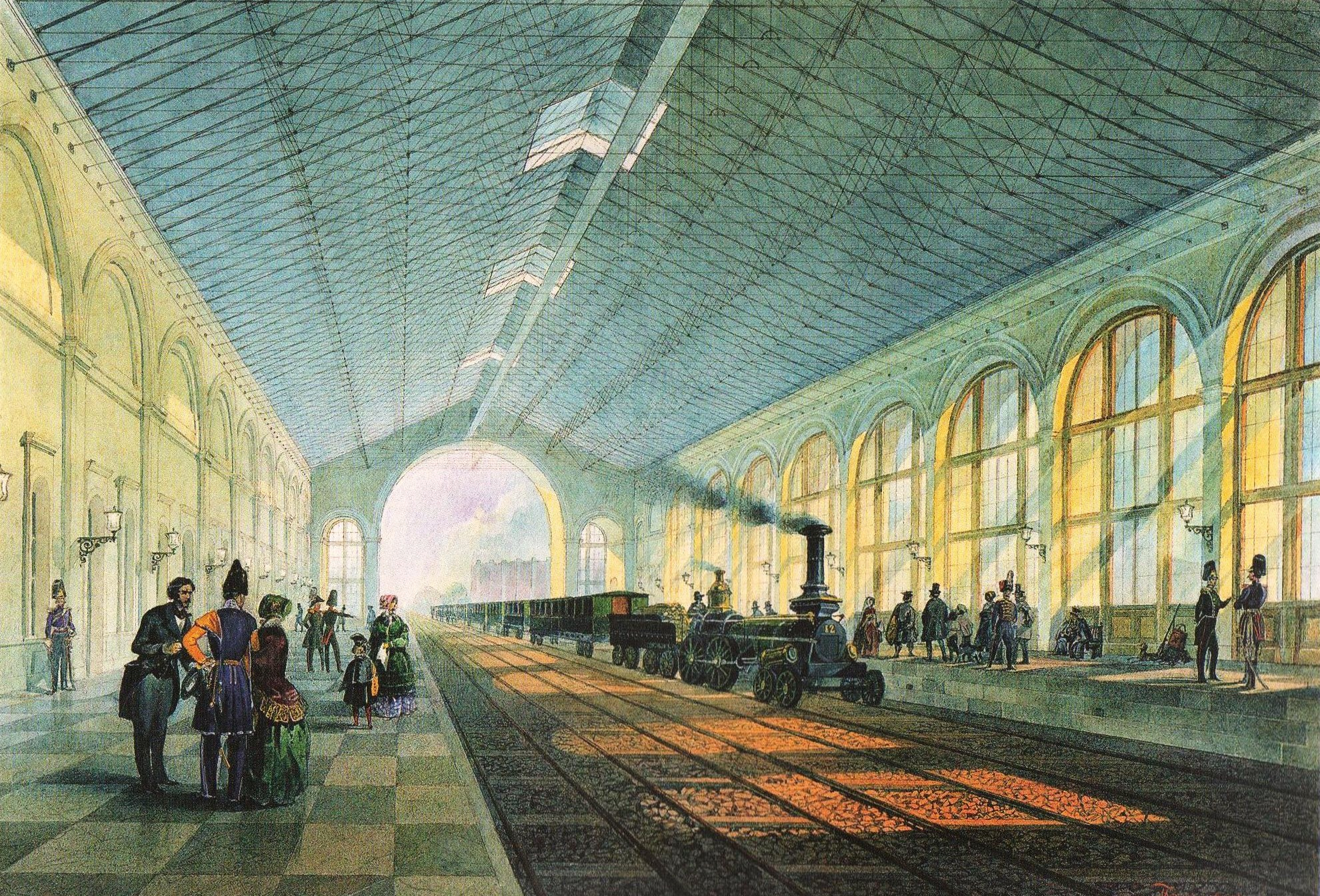
Дебаркадер вокзала в Петербурге.
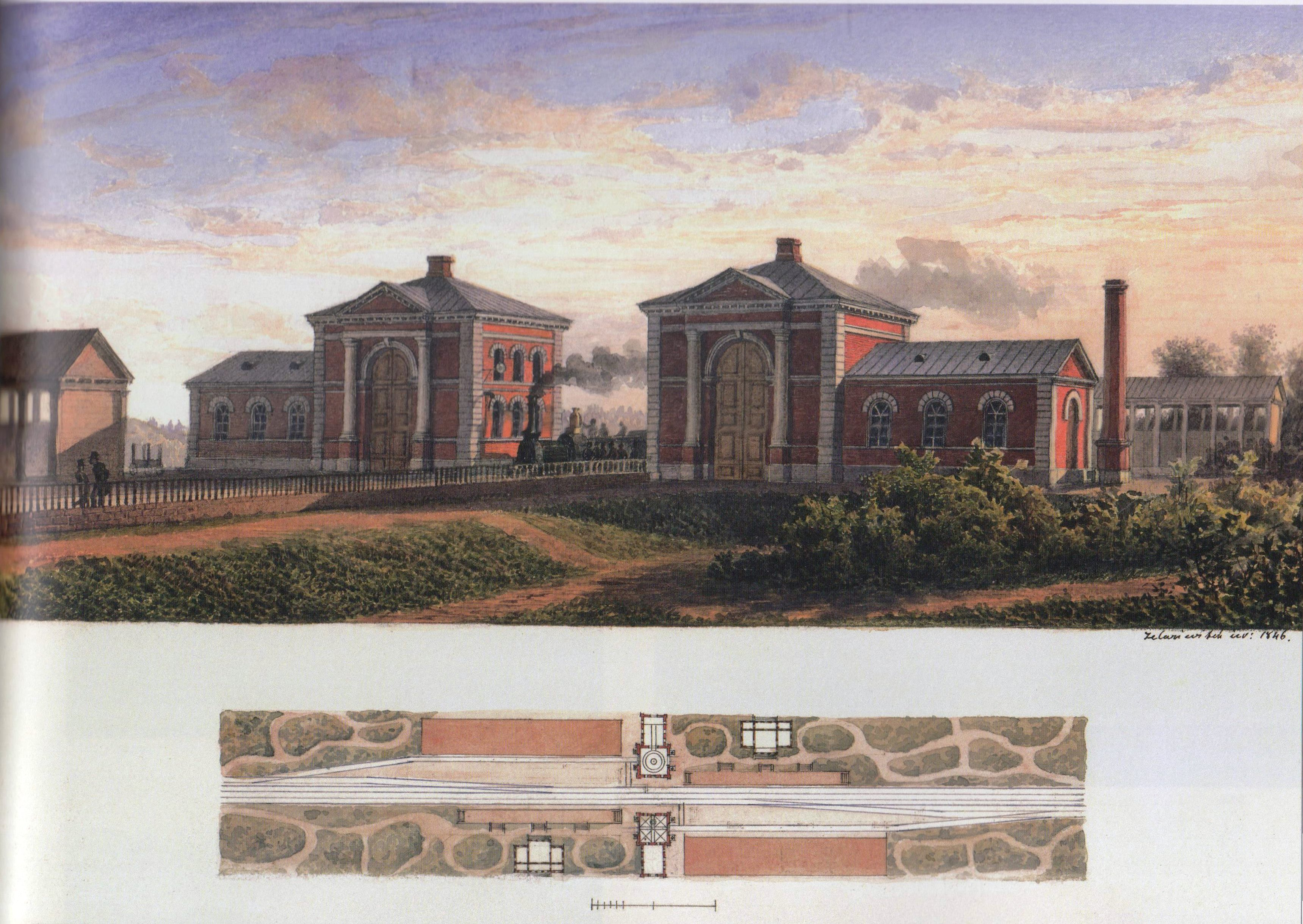
Станция III класса
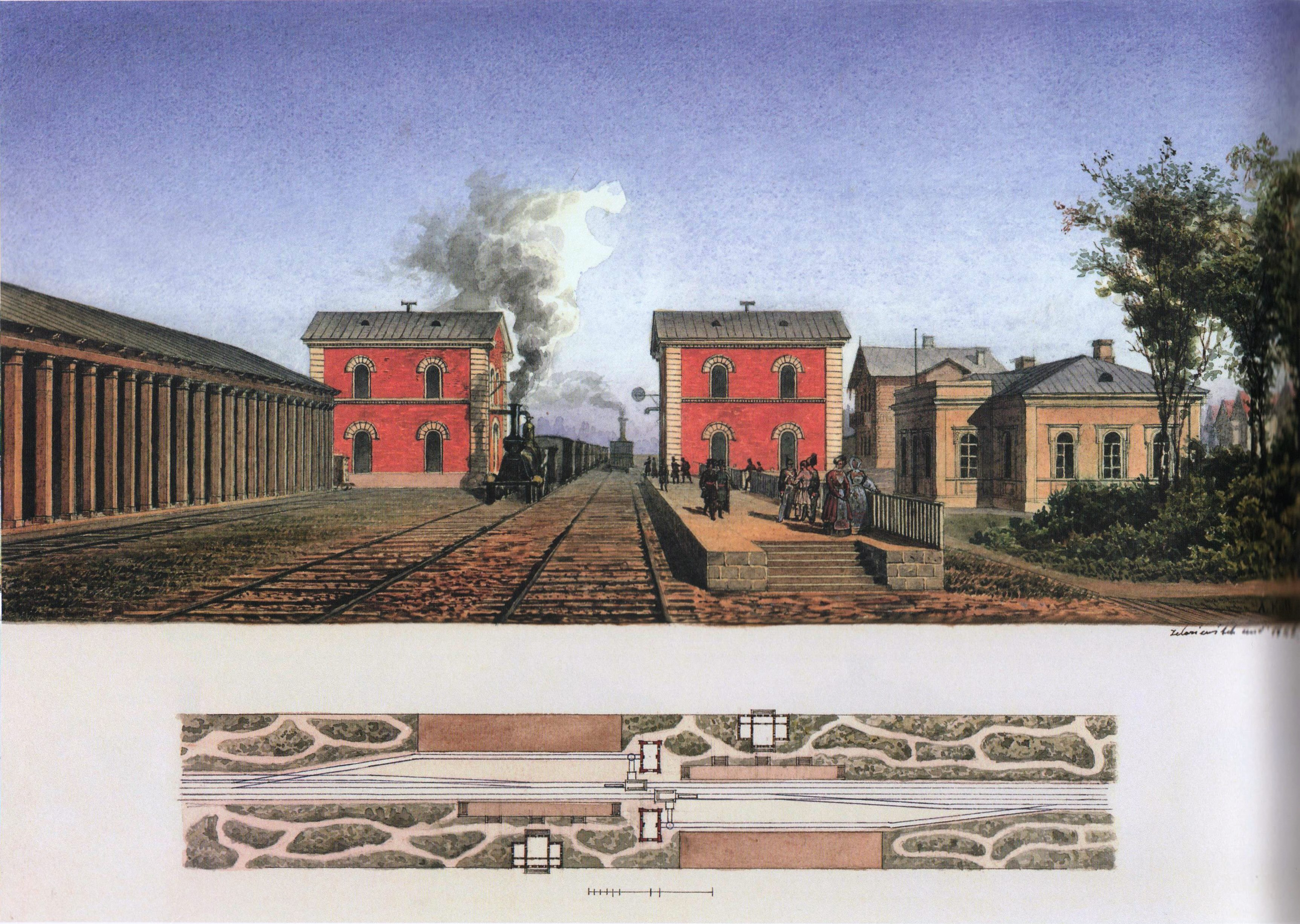
Водонапорные башни (красные здания) на станции IV класса
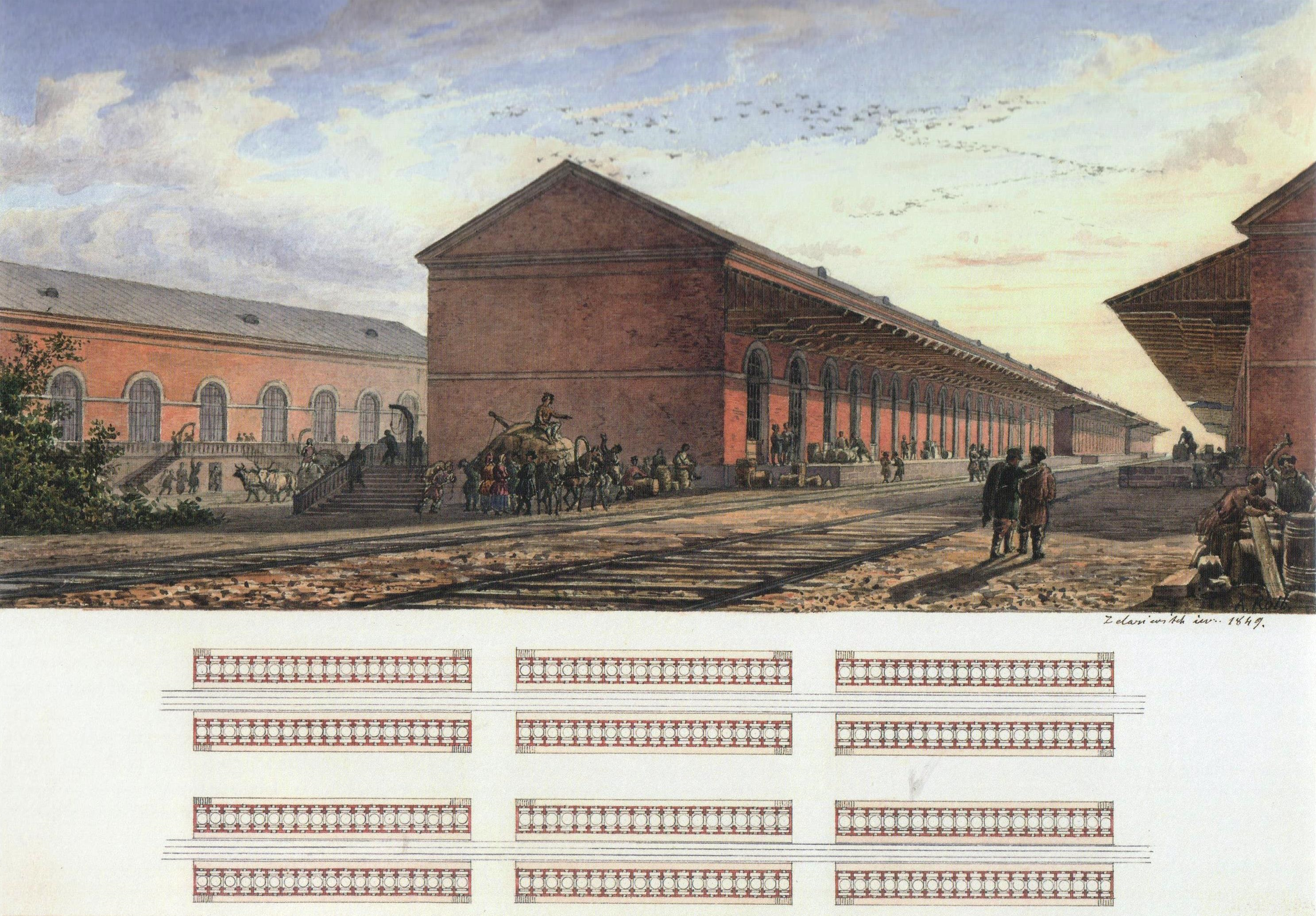
Грузовой двор московской станции
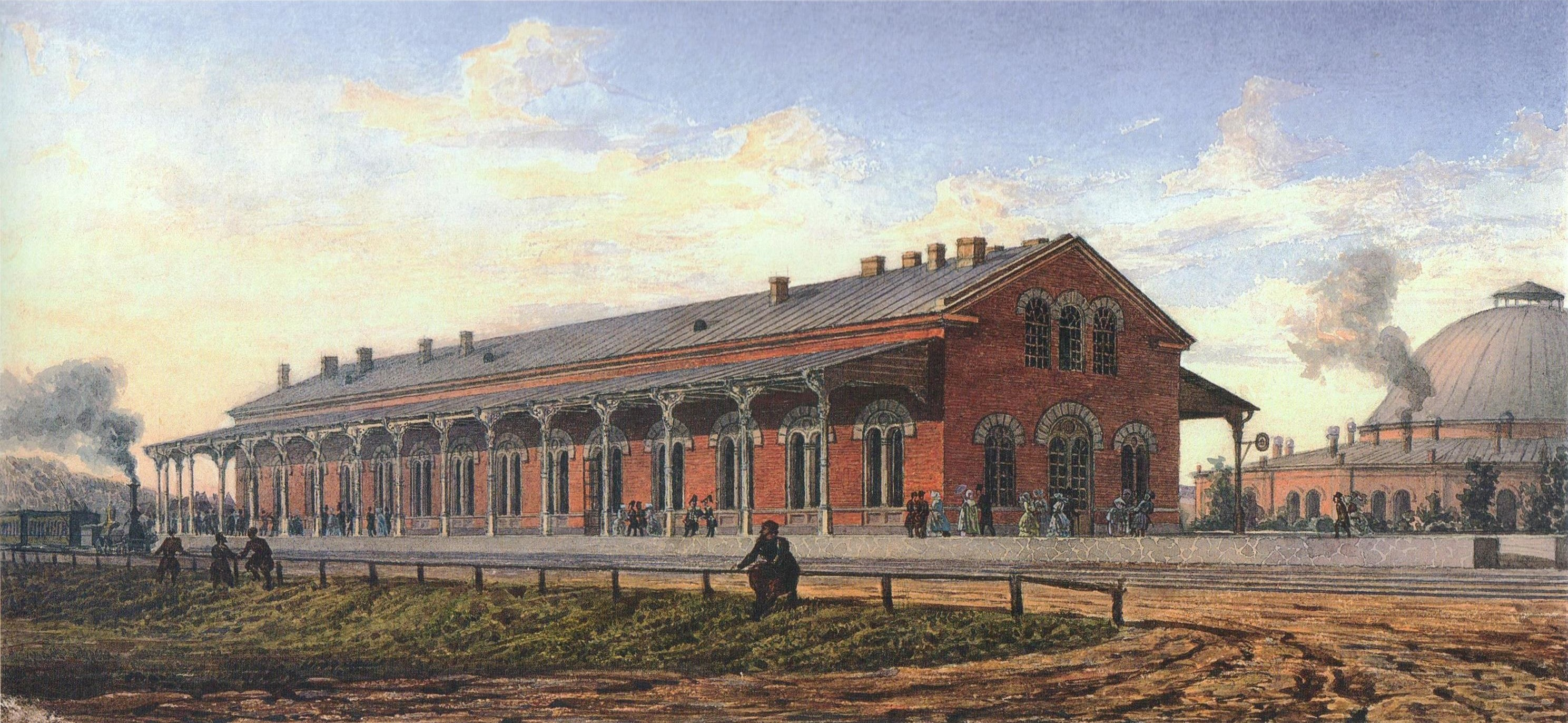
Типовая станция II класса
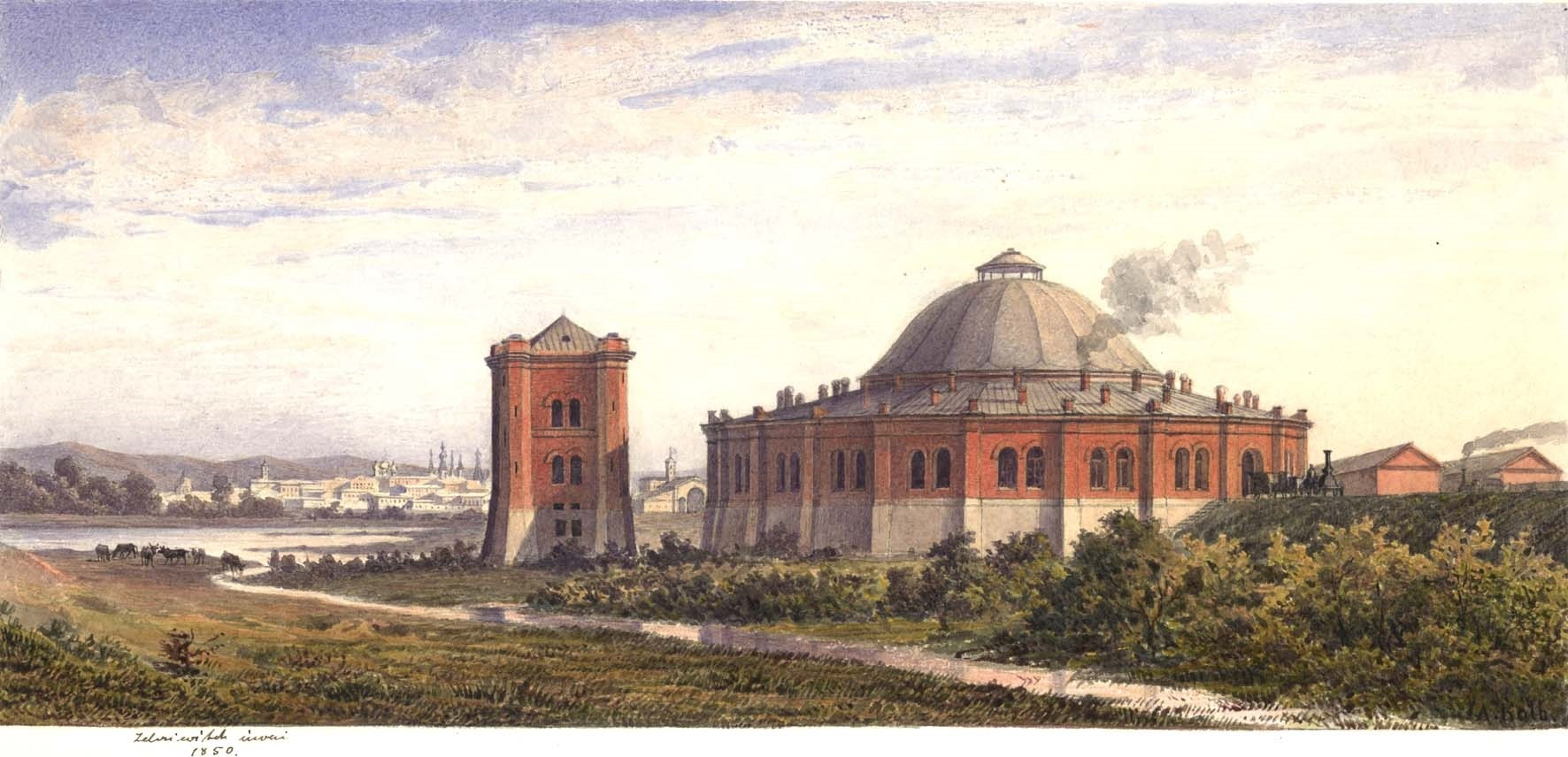
Круглое депо и водонапорная башня в Москве
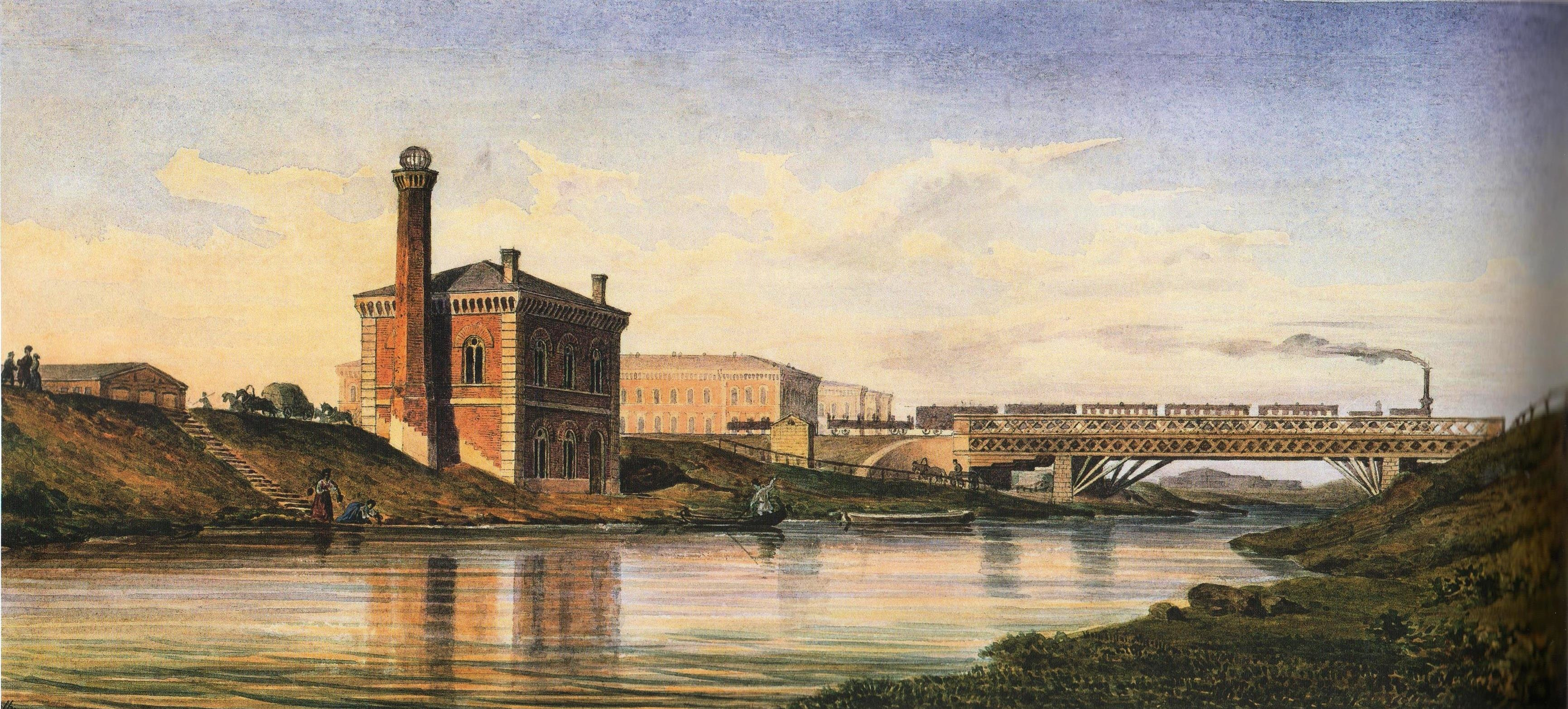
Типовая паровая водокачка и мост через Обводный канал
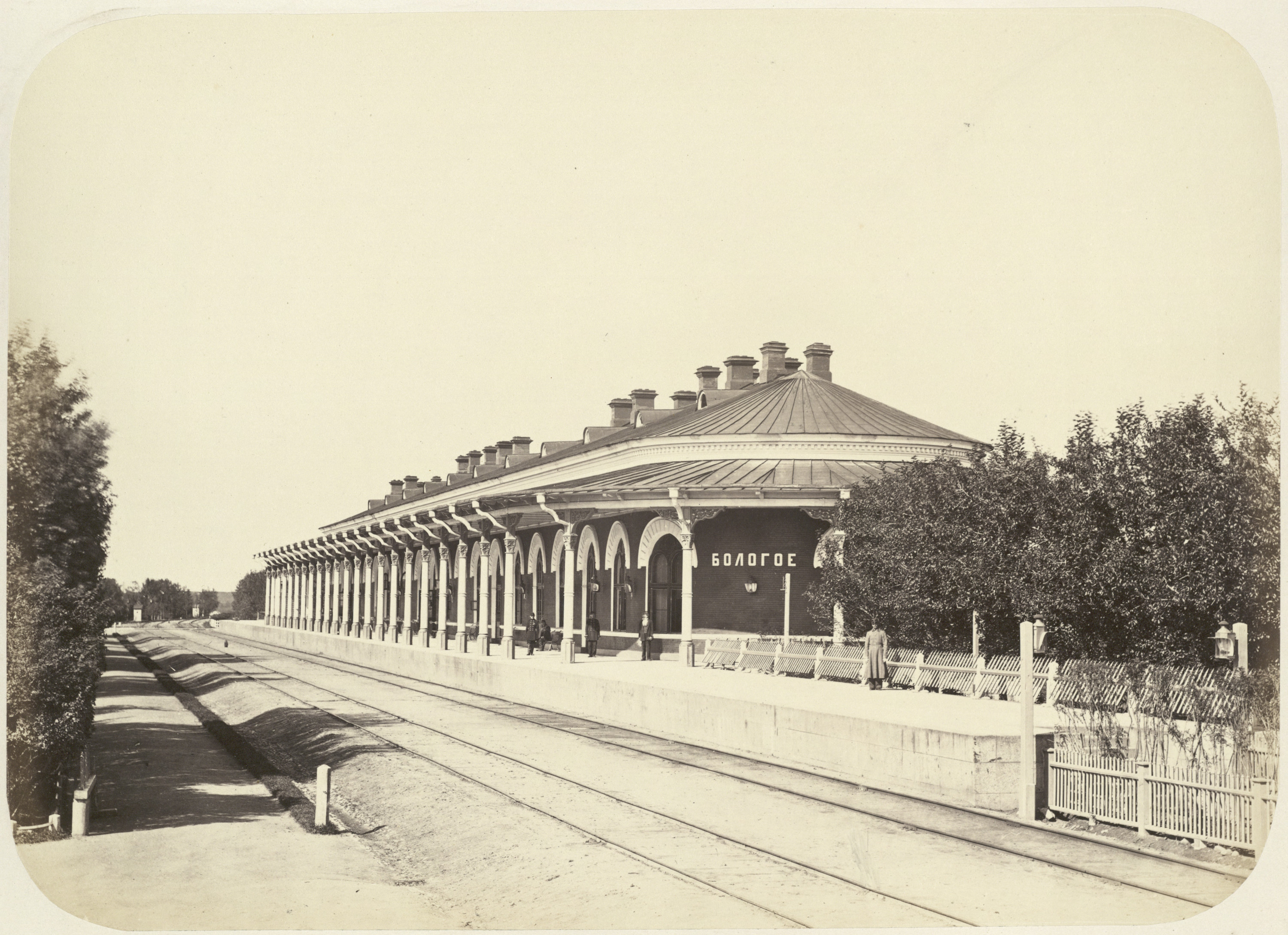
Станция I класса Бологое

На всех станциях были построены высокие платформы длиной от 53 до 96 метров на станциях III и IV классов, и несколько длиннее на остальных станциях. На станциях I и II классов платформы были каменными; вдоль вокзала над ними имелся навес для защиты пассажиров от осадков, в столицах платформы располагались под дебаркадером. Станции III и IV классов имели деревянные платформы на фундаменте из каменных столбов. На станциях, в соответствии с их классом, строились вокзалы: I и II классов — островные (за исключением Санкт-Петербурга и Москвы) из кирпича, III и IV — деревянные, сбоку от путей. Вокзалы I и II классов проектировались архитектором Р. А. Желязевичем и были на вид идентичны, отличаясь длиной: 115 и 86,7 м. В Клину, по ошибке, был построен вокзал, соответствующий станции I класса.
На всех станциях построены сооружения для заправки паровозов водой. На станциях IV класса это были два здания, расположенные по обеим сторонам от основного хода, на станции III класса ёмкости для воды располагались в одном из них. На станциях I и II классов ёмкости располагались в ремонтной зоне круглого депо. В Москве для водоснабжения станции была возведена отдельная водонапорная башня. На каждой станции, возле ближайшего водоёма, сооружалось здание с паровым насосом мощностью 5,9 кВт (8 л. с.), с помощью которого вода из водоёма перекачивалась в водонапорную башню, а откуда самотёком поступала в ёмкость тендера.
На всех станциях I и II классов были построены локомотивные депо совмещённые с ремонтными мастерскими. Стоимость постройки каждого составляла 150 тыс. рублей, плюс стоимость оборудования ещё 35 тыс. рублей. На станциях II класса они использовались как оборотные, на остальных — в качестве основных. Депо были круглыми, с внешним диаметром 64 м. Каждое было разделено на 22 секции длиной 15 м. 4 секции были сквозными и использовались для въезда паровозов в здание депо и мастерской при нём. Остальные 18 использовались для отстоя локомотивов. В помещении мастерской имелось два железнодорожных пути для обслуживания паровозов. Центральная часть здания была покрыта металлическим куполом с фонарём наверху для освещения и вентиляции. Диаметр купола составлял 32 метра — больше чем у Исаакиевского собора который являлся крупнейшим в России на тот момент храмом с куполом металлической конструкции. Поворотные круги диаметром 13,3 м устраивались в центре сооружения. Паровоз попадал в депо через внешние ворота и разворачивался внутри здания на поворотном круге в нужное стойло. Все локомотивные депо, кроме московского, были совмещены с ремонтными мастерскими, расположенными в боковой пристройке и имевшими въезд из депо. С появлением на дороге паровозов с четырьмя ведущими осями депо расширили, удлинив стойла на 3,2 м. На всех станциях III класса, в одном из двух расположенных друг напротив друга строений, находилось небольшое депо на один паровоз с поворотным кругом диаметром 6,2 м для разворота паровоза и тендера по отдельности. На конечных станциях располагались вагонные депо длиной 106 метров с тремя путями внутри.
Все мосты железной дороги строились на каменных опорах, кроме Мстинского, Веребьинского, моста через Сходню и через Прутомойку возле Клина у которых нижняя часть опоры — каменная, а верхняя — из дерева, обшитого железом. Малые мосты имели либо каменное, либо деревянное пролётное строение. Большие — исключительно с деревянными пролётами из пропитанной сосны . Пять пролётов моста через Волхов, строившегося под руководством В. И. Граве, были длиной по 51 м, и один был разводным — десятиметровым. Уровень рельс был 10 м над меженным уровнем реки. Мстинский мост длиной 590 м имел 9 пролётов по 61 м и проходил на высоте 38 метров над рекой. Руководил его строительством С. Ф. Крутиков. На Веребьинском мосту было 7 каменных арок по 6,4 м и 9 деревянных ферм по 49,7 м. Высота моста от уровня головки рельс до меженного уровня воды была 50 м. Строился мост под руководством Журавского. Мосты через Волгу и Тверцу имели по три пролёта длиной 59,6 м каждый. У моста через Волгу уровень рельс находился на высоте 15 м над водой. Строительством моста через Волгу руководил Н. И. Антонов, через Тверцу — А. К. Кольман. Шошу железная дорога пересекала 8-километровой дамбой высотой до 10 м и мостом длиной 115 м с двумя пролётами длиной по 55 м. Четырёхпролётный мост через Сходню был длиной 245 м, рельсы проходили над меженным уровнем воды на высоте 28 м, пролёты по 59,6 м; в 1864 году этот мост был заменён насыпью с водопропускной трубой. В 1868—1893 годах деревянные мосты на трассе были заменены металлическими.

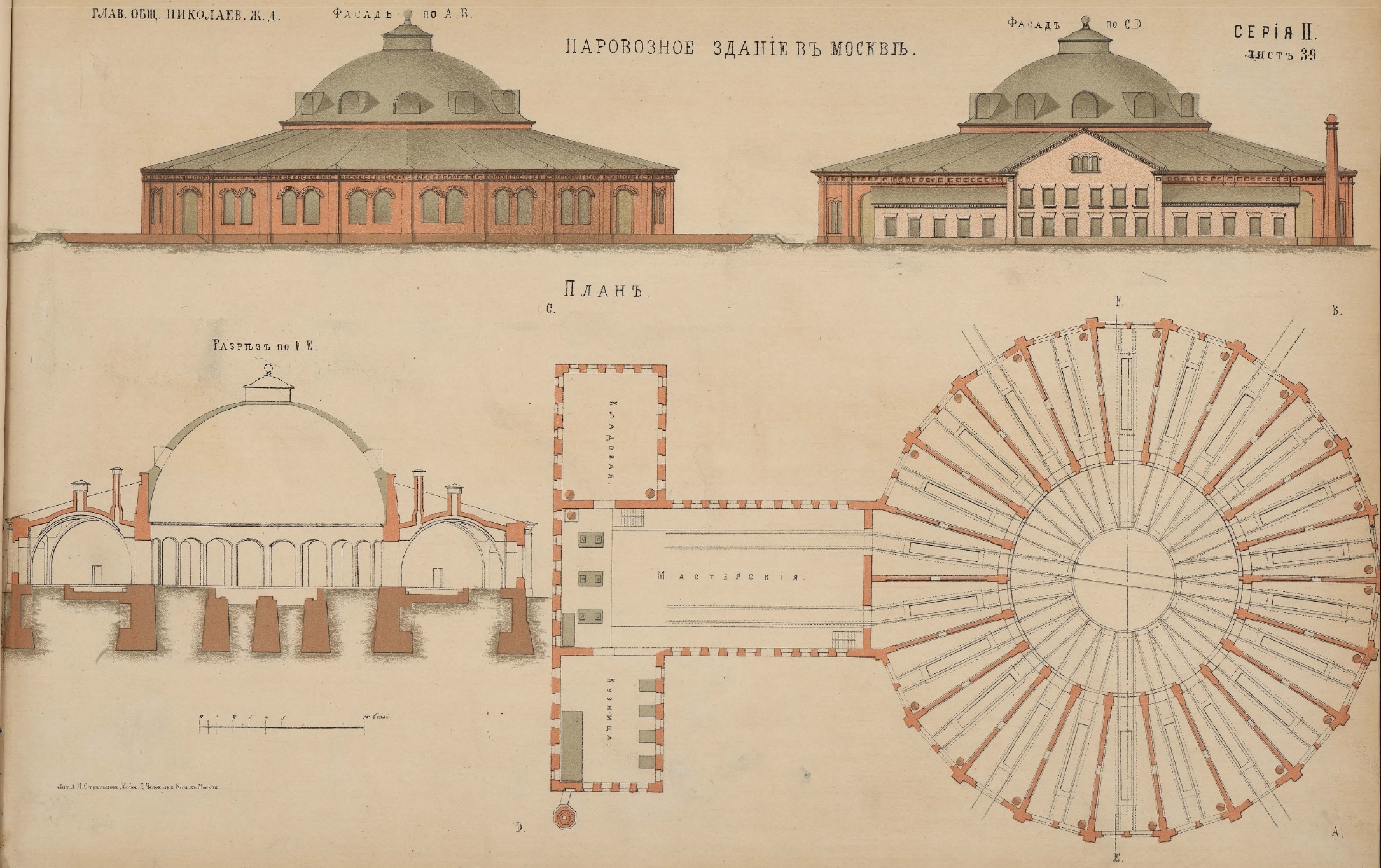
Схема локомотивного депо на станциях I и II классов
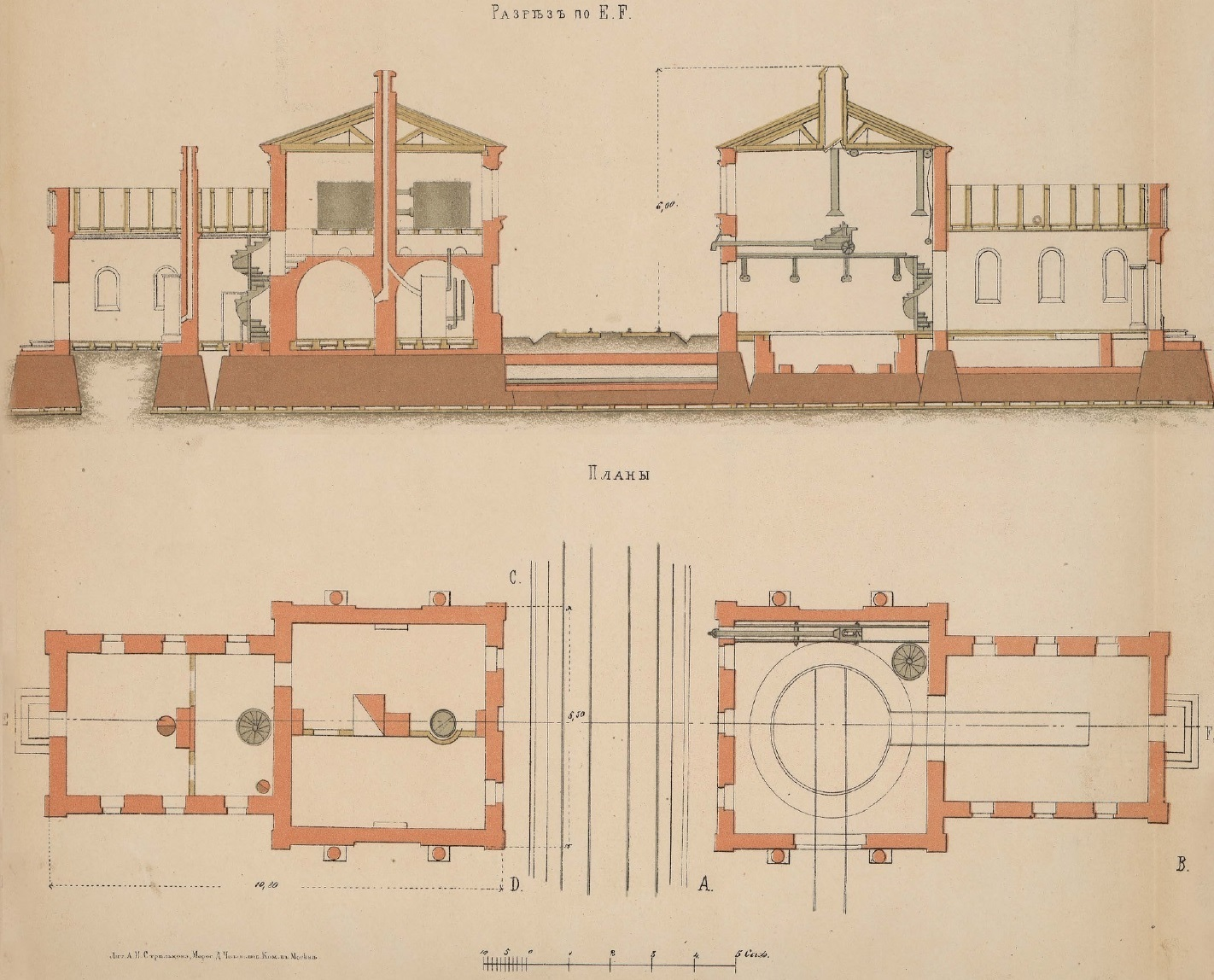
Чертёж водонапорной башни и локомотивного депо на станциях III класса
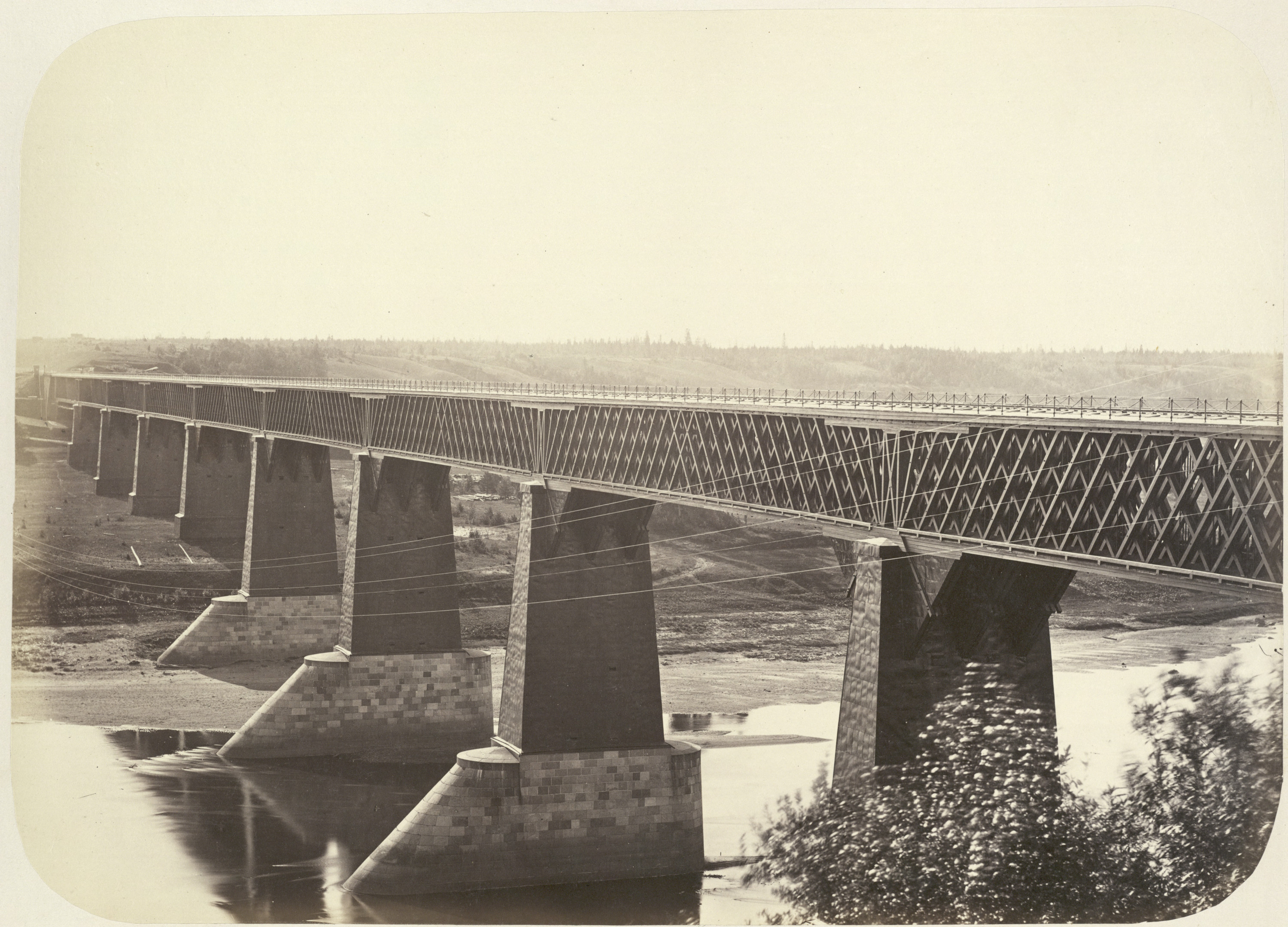
Мост через реку Мсту (фото 1860-х гг.)
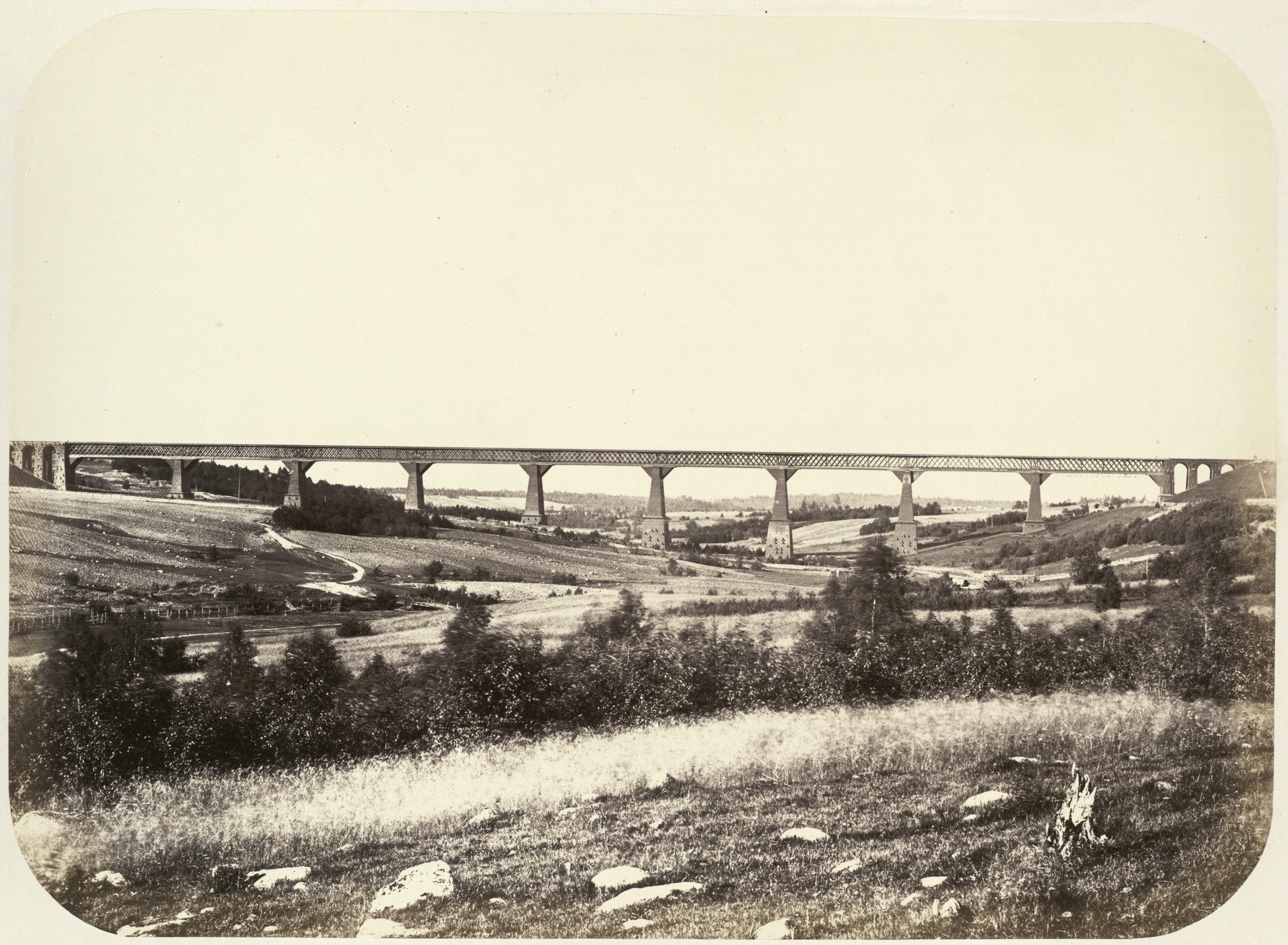
Мост через реку Веребью (фото 1860-х гг.)

В качестве защиты от снежных заносов на железной дороге применялись защитные лесопосадки и деревянные щиты вдоль трассы.
Для связи между станциями с 1852 года на трассе использовался телеграф фирмы Сименс. В данном телеграфе каждая буква в сообщении передавалась по отдельному предназначенному только для этой буквы проводу. Кабель этой телеграфной линии состоял из десятков изолированных проводов, которые были помещены в деревянный короб, уложенный под землёй по обочине пути у концов шпал. Телеграф состоял из двух параллельных независимых линий; одна предназначалась для службы железной дороги, другая для правительственной связи и частной корреспонденции. Для передачи сообщений служб железной дороги на каждой станции находилось по два, а на конечных по одному телеграфному аппарату. Телеграфные аппараты для правительственной связи располагались лишь на станциях 1-го класса — по одному аппарату на конечных и по два на промежуточных станциях. Через 2 года телеграф Сименса был заменён на телеграф Морзе. В 1854 году телеграфную линию переложили — она стала воздушной. Три провода подвешивались через изоляторы на деревянные столбы, расставленные с шагом 67 м.

### Подвижной состав
В начале 1840-х годов, как паровозы, так и вагоны, используемые на железных дорогах европейских стран, значительно отличались от таковых в США. Вопрос о том, на какие образцы подвижного состава для строящейся железной дороги лучше ориентироваться не раз обсуждался на заседаниях комиссий. В 1842 году для сравнения были заказаны по одному паровозу в США и в Англии для опытной эксплуатации на Царскосельской железной дороге; летом 1843 года их доставили в Петербург. В итоге выбор пал на подвижной состав американского типа. В качестве предприятия по его выпуску для Петербург-Московской железной дороги был выбран Александровский чугунолитейный завод. Завод был основан в 1824 году и находился возле Санкт-Петербурга на берегу Невы. Весной 1844 года завод был передан из Департамента горных и соляных дел в Главное управление путей сообщения и публичных зданий и переименован в Александровский Главный механический завод. С американцами Уайнесом, Гарисоном и Иствиком был заключён договор о передаче завода под их управление сроком на 6 лет с обязательством последних оснащения завода новым оборудованием и налаживания производства подвижного состава для железной дороги.

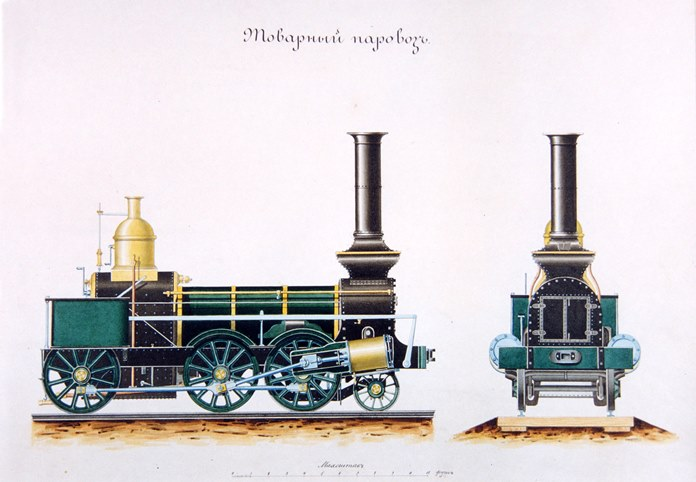
Товарный паровоз, первоначально используемый на дороге

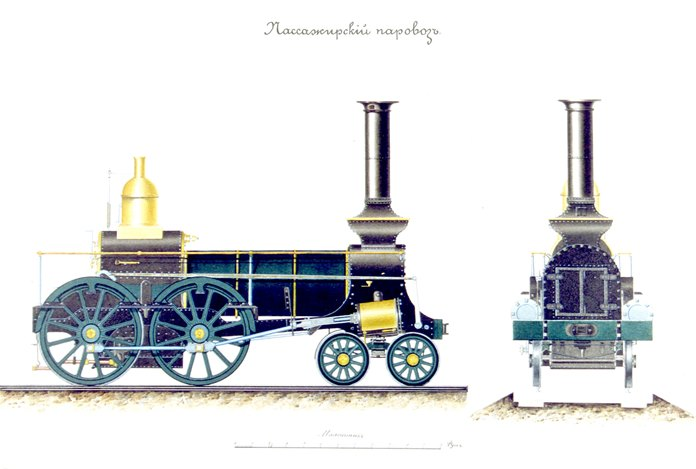
Пассажирский паровоз, первоначально используемый на дороге

К открытию дороги заводом были выпущены 121 товарный (№ 1—121) и 43 пассажирских (№ 122—164) паровоза, 239 пассажирских, 1991 крытый товарный вагон и 580 платформ. Производство паровоза с тендером стоило примерно 12 000 рублей серебром, пассажирского вагона — 4500, грузового — 1400 рублей. Тележка грузового вагона с чугунными колёсами стоила 425 рублей серебром, пассажирского с железными колёсами — 570 рублей.
Ударно-тяговые приборы на всём подвижном составе были объединёнными — составляли единое устройство, выполнявшее функции буфера и сцепки. Располагались они посредине концевого бруса вагона или локомотива. По причине установления связи с другими железными дорогами, имевшими раздельные ударно-тяговые приборы, в 1860-х годах приборы Николаевской железной дороги были заменены на раздельные. Они стали стандартными во всей России, но вызвали впоследствии сложности при переходе на автосцепку. Тормоза подвижной состав имел ручного привода, односторонние, с деревянными тормозными колодками. Трущиеся части подвижного состава смазывались сурепным маслом и говяжьим салом; с 1874 года для этих целей стали применять минеральное масло.
Первый паровоз Александровский завод построил в 1845 году. Товарные паровозы были двухцилиндровыми, на насыщенном пару, с осевой формулой 0-3-0, массой около 30 тонн и мощностью примерно 100 кВт. В качестве горючего использовались дрова, парораспределение осуществлялось расширительными золотниками. Колёса выполнялись чугунными без бандажей и противовесов. На паровозах отсутствовали будки для машиниста и помощника, площадка и перила вокруг котла, не было песочницы. Тендер был четырёхосным с деревянной рамой, объём его ёмкости для воды составлял 9 м³, масса в полностью загруженном дровами и водой состоянии около 22 т. Вскоре после постройки часть паровозов была оснащена бегунковой осью, то есть они стали типом 1-3-0. В 1860-х годах часть этих локомотивов усовершенствовали, оснастив закрытыми будками, а на некоторых паровозах были установлены кулисные парораспределительные устройства, насосы подачи воды заменены инжекторами. 93 обновлённых паровоза получили обозначение серии Г, а 28 непеределанных — серии Д. В 1858—1859 годах Александровский завод построил для работы на Веребьинском подъёме 16 четырёхосных паровозов серии Е (№ 167—182) типа 0-4-0 массой 42 т, а в 1867—1880 годах их улучшенный вариант — паровозы серии Ж: 10 паровозов в 1867 году, 15 в 1869, и 46 в 1878—1880 годах. В 1867—1868 годах железная дорога получила от Александровского завода 10 танк-паровозов типа 0-3-0 для станционной работы. В 1870 году в Бельгии также было приобретено 10 маневровых танк-паровозов типа 0-3-0. В 1868—1878 годах были приобретены 118 паровозов серии З типа 0-4-0, постройка которых шла в России, Франции и Англии. 49 паровозов серии Л типа 0-4-0 германской постройки были получены железной дорогой в 1877, 1878 годах. В 1890 году дорога получила от Александровского завода десять маневровых танк-паровозов серии М типа 0-4-0.
Первые пассажирские паровозы имели массу 30 т, по основным конструктивным решениям были аналогичны товарным, но при этом имели осевую формулу 2-2-0 со сцепными колёсами большего диаметра. Так же как и товарные локомотивы, пассажирские подверглись переделке в 1860-е годы. Обновлённые 33 паровоза получили обозначение серии Б, а оставшиеся без изменений — серии В. Александровский завод сдал железной дороге в 1859 году 2 паровоза серии А типа 2-2-0, вскоре переделанные в 3-2-0 для уменьшения нагрузки на путь. Локомотивы весили 48,5 т и предназначались для обслуживания поездов «особой важности». С 1870 по 1888 года дорога получила 55 паровозов серии К типа 2-2-0, построенных как на российских, так и на зарубежных заводах. С 1892 года стали поступать пассажирские паровозы серии Н , с 1912 года на магистрали появились пассажирские паровозы серии Б, а с 1914 года пассажирские паровозы серии С.
Все вагоны и платформы строились четырёхосными — под каждым было по две двухосных тележки Уайненса с листовыми рессорами. Большинство материалов для постройки вагонов было российскими, за исключением вагонных осей и стали для рессор, которые приобретались за границей. Масса вагонной тележки 1,9 т, диаметр колёс 91,5 см. Кузова вагонов, включая раму, были деревянными; пассажирские вагоны были дополнительно обшиты снаружи железными листами. Грузовые крытые вагоны имели объём кузова 39 м³, длину по раме — 8 м, высоту внутри — 1,78 м, грузоподъёмность — 8,2 т, при собственной массе 7,8 т. Двери находились посередине боковых стен. Размер платформы по раме — 8×2,8 м, грузоподъёмность — 10 т, собственная масса — 6 т. К 1880-м годам основу парка грузовых вагонов составляли НТВ, также использовалось значительное количество платформ, полувагонов и цистерн. Пассажирские вагоны выпускались трёх классов и имели длину рамы — 17 м, ширину рамы — 2,9 м, массу тары — 22 т, высота внутри составляла 195 см. Вход и выход осуществлялись с открытых площадок на торцах вагона. В вагонах отсутствовали полки для вещей и багажа, не было туалета. Вагоны были теплоизолированы, но не отапливались. Вентиляция происходила при открытии окон, нижняя половина которых открывалась вверх. Ночью вагоны освещались свечными фонарями. Посередине вагонов II и III классов находился проход, справа и слева от которого стояли скамьи для пассажиров. Расстояние между смежными окнами не соответствовало расстоянию между скамьями. В III классе скамьи были жёсткими, длиной 1 м и глубиной 0,4 м, в вагоне размещалось 90 человек. Во II классе места разделялись подлокотником, скамьи были мягкими, расстояние между ними — большим, сами они глубже — 0,64 м. Вагон II класса имел 52 места. Вагон I класса принимал 28 пассажиров, для них были устроены 14 мягких диванов длиной 1,9 м и глубиной 0,74 м на двоих пассажиров каждый. Диваны размещались поперёк вагона, соответствуя шагу окон. Проход был у боковой стенки вагона. Также было построено несколько вагонов для императорского поезда. Часть из них была в габаритах обычных пассажирских вагонов, отличаясь от них лишь внутренним убранством, а два вагона были изготовлены значительно большего размера. Длина каждого такого вагона по кузову составляла 25 м, масса 45 т, кузов вагона был установлен на двух четырёхосных тележках; присутствовало печное отопление.

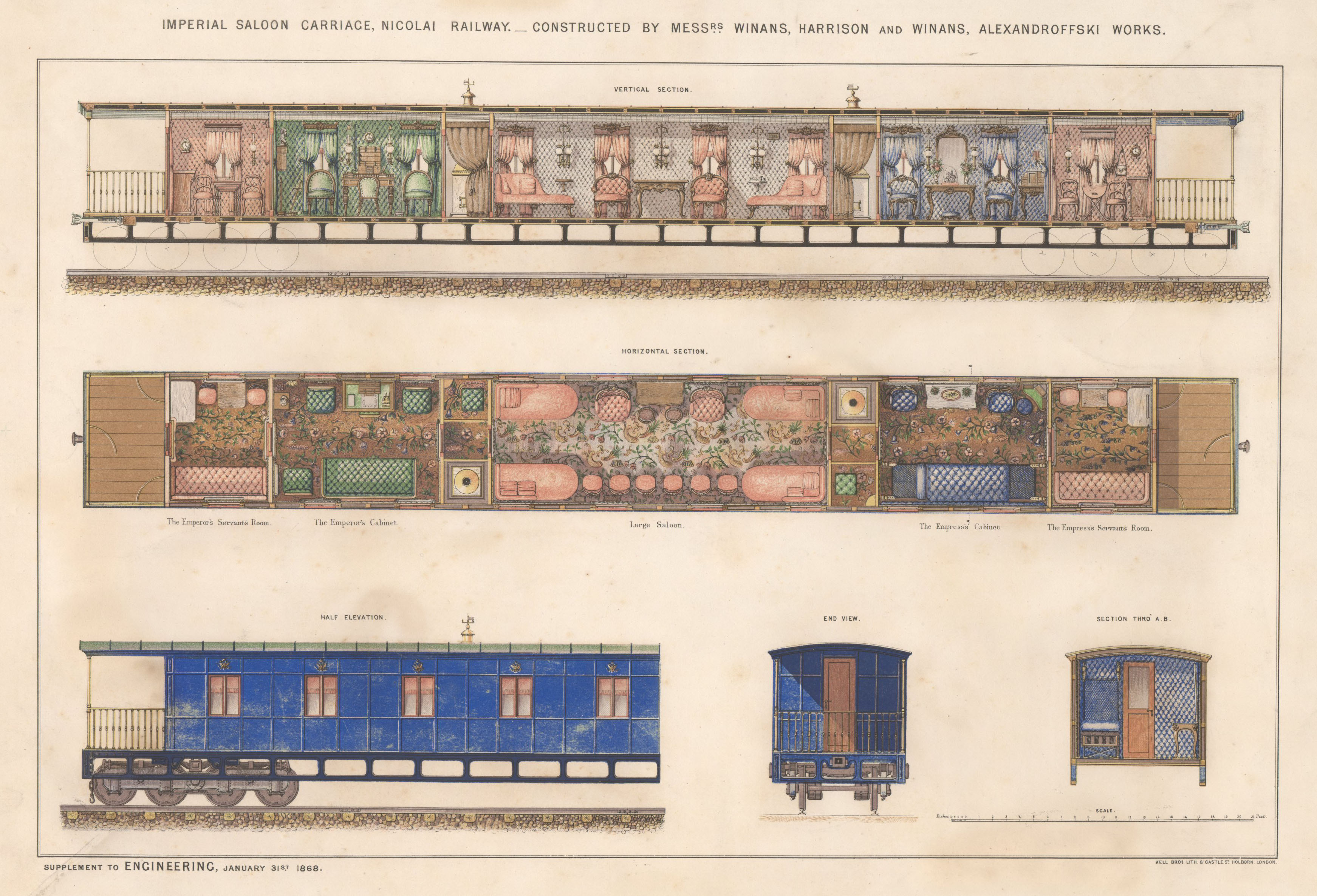
Императорский восьмиосный вагон
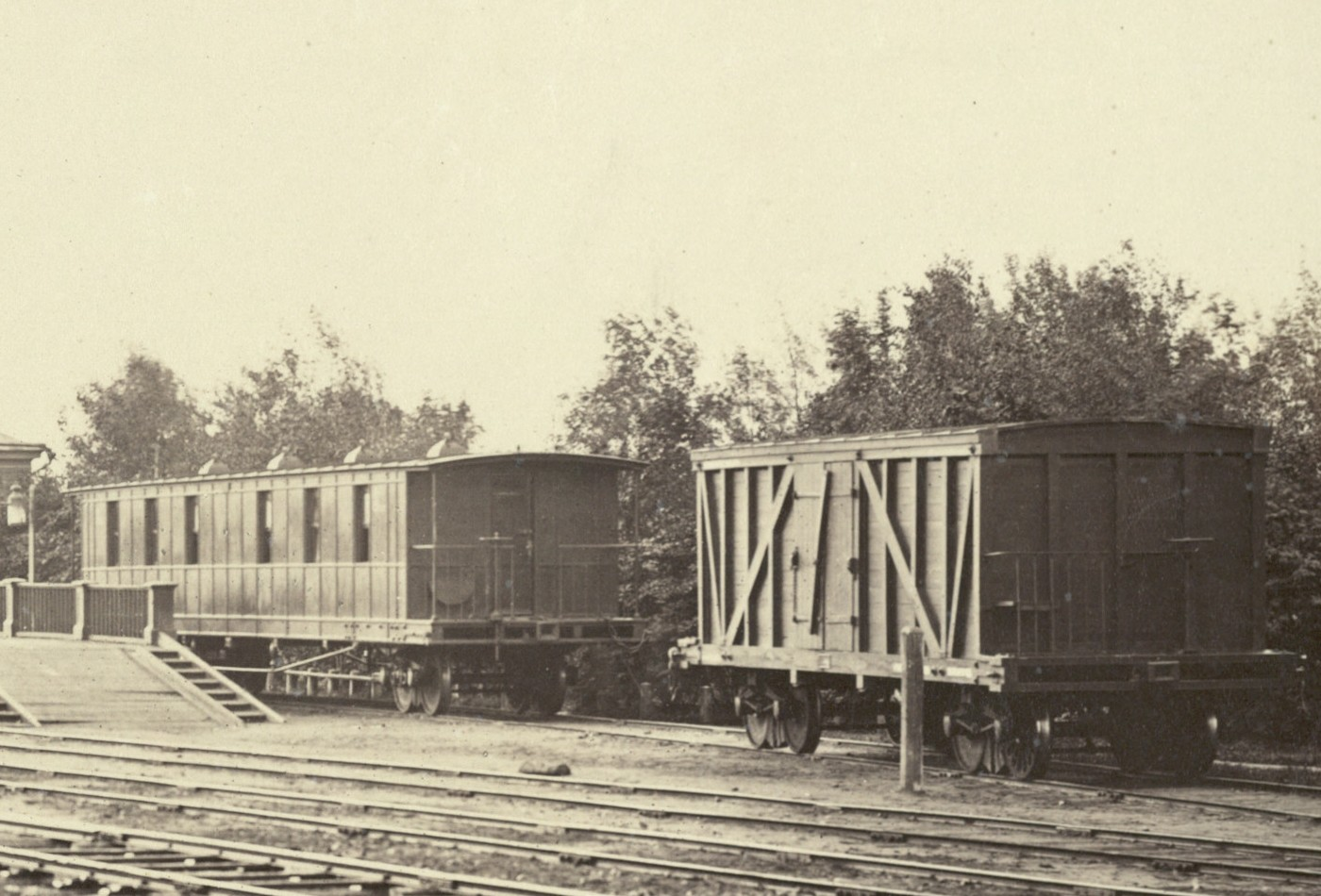
Вагоны начального периода эксплуатации дороги (фото 1860-х гг.)
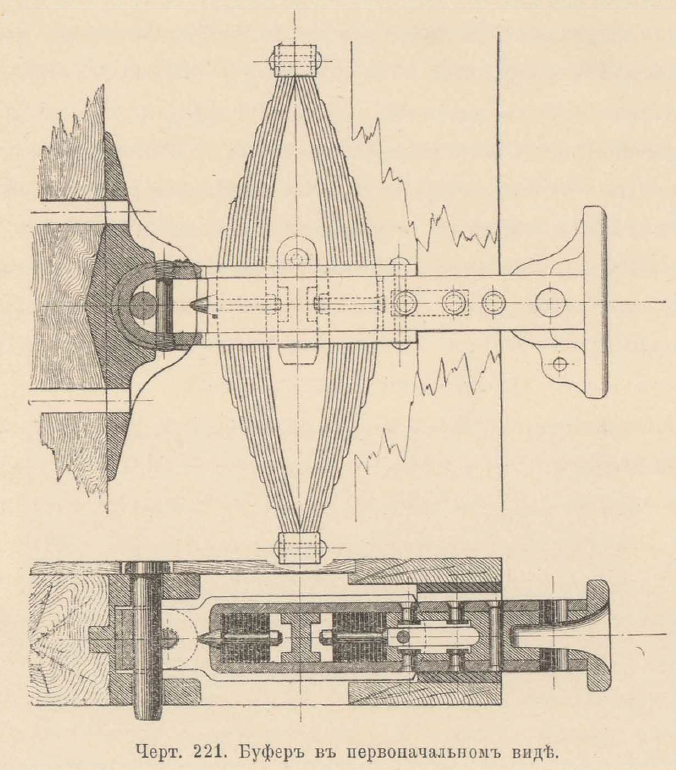
Ударно-тяговые приборы подвижного состава

Каждый пассажирский поезд состоял из паровоза с тендером, одного багажного, одного почтового и 5 пассажирских вагонов. Поезда ходили со скоростью 40 км/ч. Весь переход между столицами, включая время стоянок на станциях, занимал 22 часа. Товарные поезда курсировали в составе 15 вагонов со скоростью 16 км/ч, преодолевая путь от Петербурга до Москвы за 48 часов. Первое время на дороге ходили также и смешанные товарно-пассажирские поезда. Для перевозки людей в их составе использовались открытые платформы летом или крытые грузовые вагоны зимой; для пассажиров в них были установлены скамьи. Поезд следовал со скоростью обычного товарного состава. В 1852 году между Санкт-Петербургом и Москвой курсировало по 2 пары пассажирских поездов и 4 товарных; в 1854 — 2 пары пассажирских, пара товарно-пассажирских и 6 пар товарных поездов; в 1869 — 13 товарных и 4—5 пассажирских пар в сутки.
| Год                  | 1852 | 1865 | 1872 | 1880   | 1894   | 1903   | 1911   |
| -------------------- | ---- | ---- | ---- | ------ | ------ | ------ | ------ |
| Паровозов            | 164  | 181  | 333  | 458    | 414    | 732    | 753    |
| Пассажирских вагонов | 239  | 227  | 247  | 326    | 423    | 1018   | 1143   |
| Грузовых вагонов     | 2571 | 2634 | 5305 | 10 196 | 10 144 | 17 300 | 19 125 |

## Управление
До передачи железной дороги в частное управление практически вся работа по её обслуживанию производилась военнослужащими 14 военно-рабочих рот. Небольшое число гражданских чинов в основном были начальниками станций, кассирами и канцелярскими служащими. С переходом линии к частным владельцам воинские формирования были упразднены. Согласно утверждённому в 1851 году штату, управление магистралью было сосредоточено в руках начальника железной дороги. При нём находился помощник, помимо прочего исполняющий обязанности начальника дороги в его отсутствие, механик, отвечавший за локомотивное хозяйство дороги, и вагенмейстер — за вагонный парк. Также при начальнике дороги состояла канцелярия. Управление дороги было разделено на четыре отдела: дорожный состав, станционный, подвижной и телеграфический.

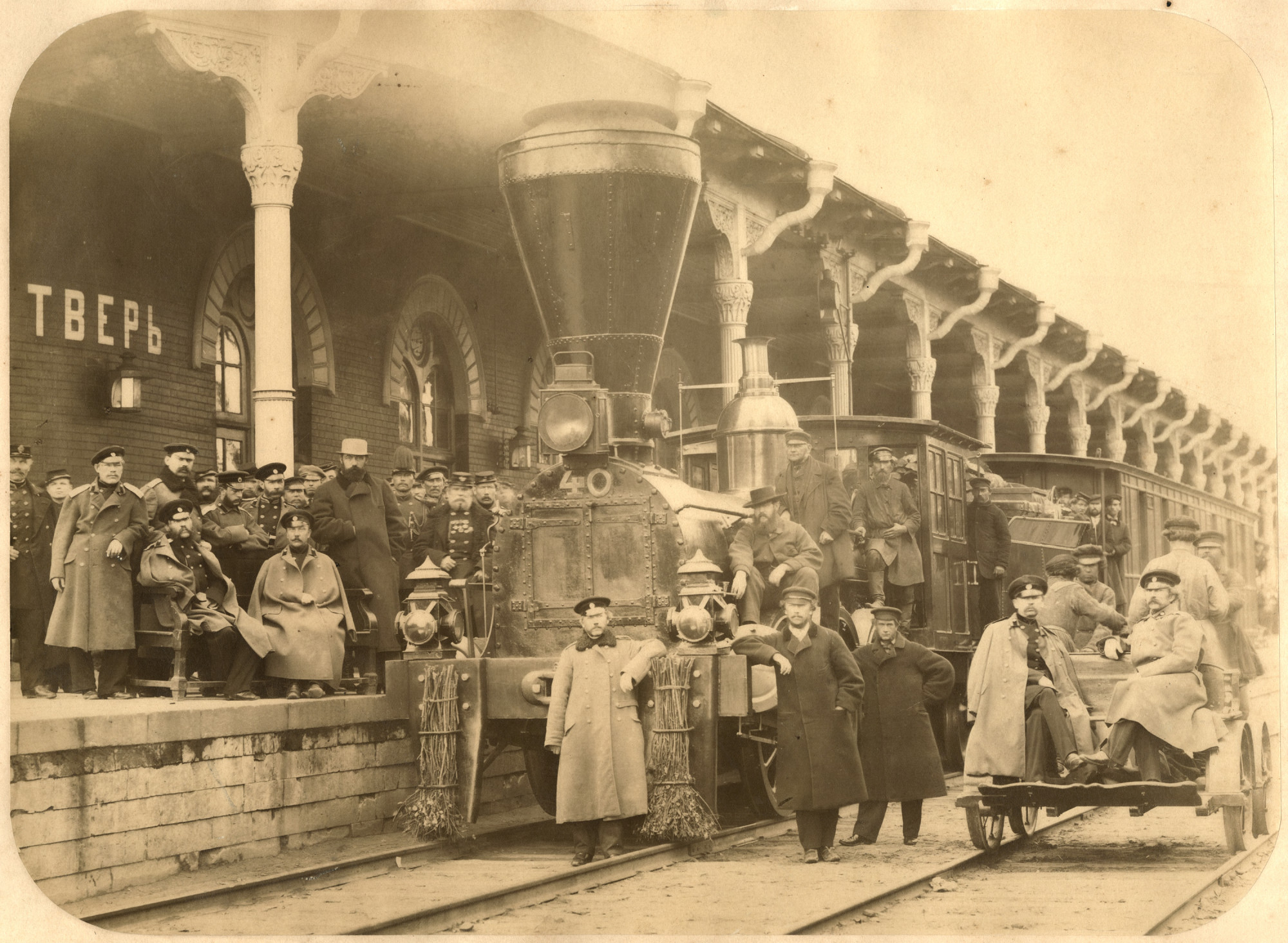
Служащие железной дороги на станции Тверь возле паровоза серии Г. Фото 1860-х гг.

В дорожный состав входили начальники отделений с помощниками и канцелярией со штатом 6 человек на каждое отделение; начальники дистанций с находившимся при каждом из них одним служащим; стража, мастера и рабочие. Железная дорога делилась на 8 отделений, которые, в свою очередь, делились на дистанции (всего 34). Отделение включало в себя участок дороги между станциями 1-го и 2-го классов. Стража, мастера и рабочие — общим количеством 2750 человек — были распределены по 11 военно-рабочим ротам. В задачи стражи входили охрана, обход путей, обслуживание и ремонт вверенного участка пути или объекта. Посты стражи располагались через каждые 1070 м (500 саженей), на них работало 1200 человек. Также посты находились при переездах (280 служащих), стрелках (483 человека) и мостах (110 служащих). Помимо этого, при 17 крупных мостах полагалось иметь по одному мастеру. На каждые 11 км (10 вёрст) полагалась мобильная ремонтная команда в составе мастера и 10 рабочих, всего 660 человек.
Станционный состав включал в себя начальников станций — 14 человек на крупных станциях, каждому из них полагался помощник; 31 кассира, часть из которых, работая на небольших станциях, выполняла функции начальника станции. Также в состав входили 750 человек в трёх военно-рабочих ротах: 2 швейцара — по одному на каждой столичной станции, 57 весовщиков, 101 носильщик и 590 сторожей. Сторожа, в зависимости от места службы, помимо охранной функции занимались уборкой территории, топкой печей и погрузкой дров на складах. Сторожа находились в зданиях вокзалов, на платформах, в локомотивных и вагонных депо, дровяных складах, водокачках и водонапорных башнях.
Служащие подвижного состава состояли в двух кондукторских ротах: в одной машинисты, их помощники и кочегары — всего 250 человек, в другой кондукторы — 300 человек. Машинист с помощником и кочегаром проезжал на паровозе за сутки 160 км, ведя поезд 80 км между станциями 1 и 2 класса, а затем совершая обратный путь, ведя поезд встречного направления. На каждый поезд полагался обер-кондуктор, выполнявший функции начальника поезда. Кондукторы, которых полагалось иметь по два на пассажирский вагон и по одному на багажный, занимались проверкой билетов у пассажиров, размещением багажа, а также отвечали за работу тормозов во время движения поезда. Кондукторы и обер-кондукторы, а их на дороге работало соответственно 127 и 48 человек, на пассажирских поездах сопровождали поезд 300 км до Бологого, затем сменялись, на товарных — 150 км между станциями 1-го и 2-го классов.
Телеграфический состав состоял из 290 служащих телеграфической роты. На каждый из 74 телеграфных аппаратов полагалось по 3 телеграфиста, работающих посменно, на каждой станции, помимо этого, находились один унтер-офицер и один служащий. В Москве и Санкт-Петербурге работало по одному шифровальщику.
Начальниками железной дороги были: А. А. Серебряков (1855—1864), П. П. Зуев (1864—1868), И. Ф. Кениг (1868—1880), П. П. Михальцев (1880—1899), Н. К. Шауфус (1899—1905).
Во время нахождения дороги в собственности Главного общества российских железных дорог управление дороги было разделено на 6 служб: ремонта пути и зданий, подвижного состава и тяги, эксплуатации, контроля сборов, магазинного управления. После перехода дороги под управление государства структура служб была дополнена канцелярией, главной бухгалтерией, юридической частью, врачебной и материальной службами. Службы пути, тяги, эксплуатации и врачебная делились на отдельные участки, ответственные за свою дистанцию дороги.

## Эксплуатация
8 (20) сентября 1855 года, после смерти Николая I, Петербург-Московская железная дорога стала называться Николаевской. 1 (13) сентября 1868 года Николаевская железная дорога была передана Главному обществу российских железных дорог в частную собственность. По условиям договора общество было обязано ежегодно в течение 84 лет выплачивать по 7,2 млн рублей в государственную казну. От государства общество получало в течение 2 лет безвозвратную ссуду в размере 13 млн рублей на ремонт дороги. По истечении 20 лет железная дорога могла быть обратно выкуплена государством. С 1 (13) января 1894 года, в силу Высочайше утверждённого 14 (26) ноября 1893 года положения Комитета Министров и Депортамента Государственной Экономии, передана в ведение казны.

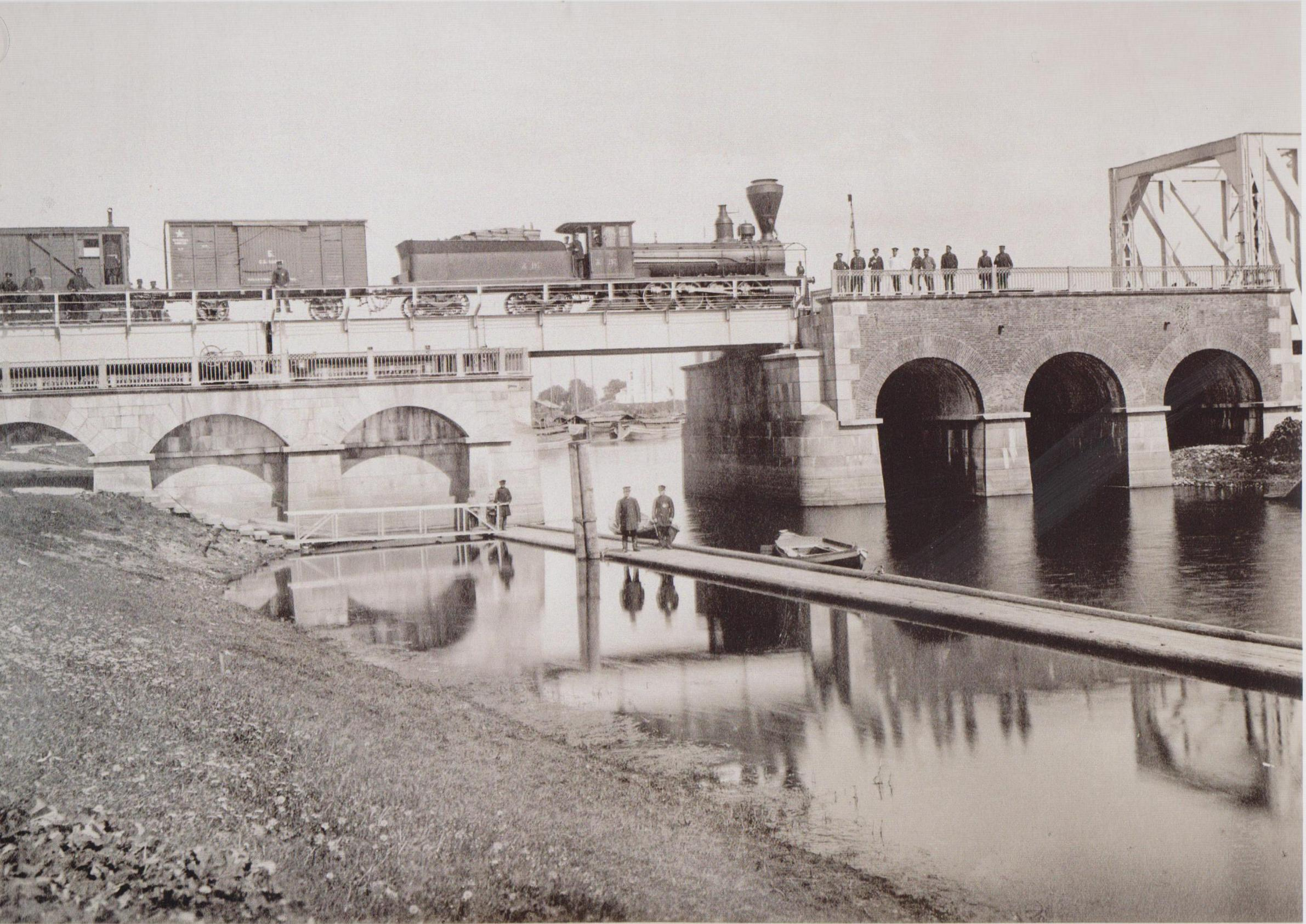
Мост через Волхов с металлическими фермами вместо деревянных и разводным пролётом новой конструкции

В 1863 году Николаевская железная дорога была соединена конно-железной дорогой с Петербургским морским портом, располагавшимся в то время на стрелке Васильевского острова. Конка принадлежала товариществу конно-железных дорог Петербурга. Грузы между портом и Николаевским вокзалом перевозились только в ночное время, а днём конка работала исключительно как городской пассажирский транспорт.
На магистрали происходило постепенное увеличение железнодорожной сети. Так, в 1853 году была построена Правительством, и открыта для движения в 1854 году, первая в стране в своём роде пятикилометровая (4,65 версты) соединительная ветвь с Санкт-Петербурго-Варшавской железной дорогой; согласно уставу от 3 (15) ноября 1861 года ветвь передана Николаевской ж.д.. В 1861 году открыт временный участок пути, соединяющий московскую станцию с Московско-Курской и Московско-Нижегородской железными дорогами, постоянный двухпутный участок был открыт в 1866 году. В 1862 году построена ветвь, движение открыто в 1863 , с Московско-Рязанской железной дорогой, длиной 3,73 версты, в 1866 с Московско-Троицкой железной дорогой, длиной 0,7 версты, передача грузов началась в 1871. В 1870 году устроена ветвь, движение открыто 1 (13) января 1871 года, с Московско-Брестской железной дорогой, длиной 4,91 версты,
В 1870 году были сооружены соединительные ветки с Балтийской железной дорогой возле Тосно и с Рыбинско-Бологовской железной дорогой рядом с Бологое; в 1874 с Новоторжской в Осташкове, в 1877 с Боровичской — около Угловки. 1 (14) октября 1913 года в Санкт-Петербурге была построена соединительная ветвь с финляндской железнодорожной сетью.
В 1863 году построена, и открыта для движения 15 (27) июля 1864 года, железнодорожная ветка длиной 5 км (4,85 версты), соединяющая станцию Тверь с пристанью на Волге.
С Высочайшего разрешения, 4 (16) марта 1871 года, построена ветвь от С-Петербургской пассажирской станции к Калашниковской пристани, длиной 3,15 версты, и открыта для движения 8 (20) сентября того же года.
17 (29) марта 1885 года Путиловская железная дорога была приобретена в казну и, вместе с Гутуевской ветвью, передана в заведование Главному обществу российских железных дорог под названием «Портовой ветви Николаевской жд».1 (13) июля 1894 года Новоторжская железная дорога принята в казну и присоединена к Николаевской. С 1 (13) октября 1894 года Ржево-Вяземская железная дорога в заведование Управления Николаевской.15 (27) августа 1895 года Боровичская железная дорога перешла в казну и непосредственное заведование Управления Николаевской жд. 18 (30) августа 1895 года последовало Высочайшее соизволение о полном слиянии дорог: Николаевской с Портовой ветвью, Новоторжской и Ржево-Вяземской под общим названием «Николаевская железная дорога», на основании данного названия дороги соединяются в одну линию с 1 (13) октября 1895 года.17 (29) ноября 1895 года Высочайшее соизволение о слиянии с 1 (13) января 1896 года Боровичской и Николаевской железных дорог.
1 (14) января 1906 года присоединена линия Обухово-Вологда протяжением 586,9 км (550.08 вёрст) и Званка-Гостинополье 13.18 км (12.35 вёрст), на последнем участке открыто правильное движение 18 апреля (1 мая) 1906 года, и с 1 (14) января 1907 года на основании постановления комитета Управления жел.дор, изъять из ведения Николаевской дороги с присоединением к Северным железным дорогам.
1 (14) января 1907 года, на основании решения Совета Министров, к Николаевской железной дороге присоединён участок Бологое-Волковыск Бологое-Седлецкой железной дороги, длиной 898,9 км (842,482 вёрст), с ветвью Мосты-Гродно длиной 58.14 км (54,49 вёрст). С 1 (14) октября 1910 года изъята из ведения Николаевской жел.дор. и присоединена к Полесским железным дорогам линия Полоцк-Волковыск с ветвью Мосты-Гродно.
С 1 (14) июля 1908 года к Николаевской дороге присоединена Московская окружная линия 54 км (50,636 вёрст), с 23-мя примыкающими к ней ветвями протяжением 50 км (46,918 вёрст). С 31 декабря 1915 (13 января 1916) года, Московская-Окружная дорога перешла в ведение Московско-Курской и Нижегородской железной дороги.
С 1 (14) января 1917 года участок Вязьма-Лихославль Новоторжской линии передана в введение Александровской железной дороги.
После провозглашения независимости Финляндии 6 декабря 1917 года, и Постановления СНК РСФСР от 18 декабря, железнодорожные линии Петроград — Белоостров — граница и Пискарёвка — Раасули — граница были присоединены к Николаевской железной дороге.
Декретом от 4 сентября 1918 года, о ликвидации частных железных дорог, Приморская Петербург-Сестрорецкая железная дорога и Ириновская узкоколейная железная дорога вошли в состав Николаевской ж.д.
Сооружение Петербурго-Московской железной дороги заметно сказалось на близлежащих к ней водных системах. Так, в 1845 году правительством было прекращено строительство соединительного канала Москвы с Волгой, сооружение которого велось с 1825 года, и на что уже было потрачены миллионы рублей; а в 1860 году, окончательно решив, что этот канал не способен соперничать с железнодорожной магистралью, его полностью закрыли. За первое десятилетие работы железной дороги в три раза сократился грузопоток на Вышневолоцкой водной системе.
На железной дороге производились работы по её реконструкции. Так, с 1857 года из верхнего строения пути вынимались продольные лежни с одновременным увеличением эпюры (частоты) укладки шпал — с 1166 до 1480 штук на километр пути. С 1886 года стали использоваться шпалы пропитанные хлористым цинком, что увеличило срок их эксплуатации с 4 до 8 лет. С 1858 года стали укладывать новый тип рельс высотой 13 см длиной 6,1 м и массой 36 кг/м; их стали скреплять между собой, вместо уложенной на шпале чугунной подушки, металлическими накладками, крепившимися к рельсом сбоку. Стыки рельсов с конца 1860-х годов стали делать не на шпале, а между ними. С 1873 по 1882 годы постепенно железные рельсы на магистрали были заменены стальными длиной 8,5 м массой 33 кг/м, срок службы которых оказался в четыре раза дольше. С 1910 года стали укладываться рельсы длиной 10,7 м и массой 43,5 кг/м. В 1870-е годы старые стрелки были заменены новыми — двухостряковыми. Крупные работы по увеличению междупутья на 30,5 см — с 3,36 м до 3,66 м (с 11 до 12 футов) — были произведены в 1890-е годы. В 1860 году на основе опыта эксплуатации магистрали были приняты общероссийские габариты подвижного состава и приближения строений.
С 1860 года на дороге стала применяться оптическая сигнализация, разрешающая либо запрещающая дальнейшее следование поезда. Каждый элемент сигнализации представлял собой установленный на столбе диск с отверстием в его центре для фонаря. Диски были красными — входными — и устанавливались возле стрелочных переводов, либо зелёными, которые устанавливались за 500—800 м от стрелки и предупреждали о приближении к входному сигналу. Положение красного диска ребром к машинисту плюс зажигавшийся ночью белый свет означали разрешение для дальнейшего движения. Диск, обращённый к машинисту плоскостью, и ночью дополнительно зажигавшийся красный свет показывали, что путь закрыт. Начиная с 1871 года данный вид сигнализации постепенно заменялся семафорами. В 1879 году на магистрали появилась система путевой блокировки; вначале ею был оборудован участок от Петербурга до Бологое, этот отрезок трассы делился с помощью электросемафоров на 80 блок-участков и повышал его максимальную пропускную способность с 18 до 30 пар поездов в сутки. До того на одном перегоне между станциями мог находиться только один поезд, а с введением блокировки — несколько. В 1871 году на железной дороге появились устройства централизации стрелок и сигналов, позволившие объединить управление стрелочными переводами в одном, двух постах на станции.
В конце 1870-х годов на железной дороге была установлена звуковая сигнализация Эгера; она использовалась до начала 1910-х. Сигнализация включалась дежурным по станции и оповещала железнодорожников на перегоне о вышедшем со станции поезде. Для этого на крышах казарм для путевых рабочих и будок при переездах были повешены колокола, начинавшие звонить при получении по проводам сигнала со станции. В 1890 году на магистрали появилась телефонная связь. Вначале лишь на крупных станциях без выхода за их пределы, а с 1900 года была устроена и межстанционная телефонная связь.

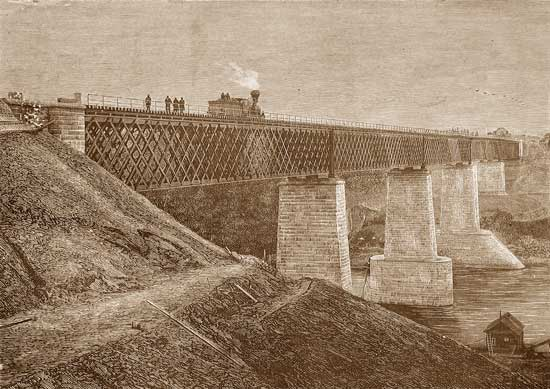
Новый Мстинский мост. Построен невдалеке от старого

С 1868 по 1893 год деревянные пролётные строения мостов были заменены металлическими по проекту Н. А. Белелюбского: в 1873 году были заменены пролёты моста через Шошу, в 1874 — моста через Волхов, в 1875 — моста через Тверцу, в 1887 — у Волжский моста, в 1888 разводная часть Волховского моста была перестроена на откатную. До этого в 1869 году на железной дороге произошло сразу два крупных пожара на мостах. Один уничтожил в апреле часть моста через небольшую речку возле Клина, в результате чего нормальное движение на этом участке было прервано на 3 недели. Другой произошёл 18 (30) октября на одном из крупнейших мостов железной дороги — Мстинском — и привёл к значительным затруднениям в движении по трассе на 4 месяца, пока несколько сгоревших пролётов моста не были восстановлены. До этого времени значительная часть грузов направлялась в обход по железной дороге из Москвы через Орёл, Динабург и Псков на Петербург. Пассажиров поездов пересаживали с одного поезда на другой — находящийся на противоположном берегу реки по сооружённому временному мост через Мсту. Металлические фермы Мстинский мост получил в 1881 году, при строительстве Веребьинского обхода, когда вместо старого деревянного моста рядом был построен новый. Веребьинский обход сооружался для уменьшения уклона пути на этом участке. Работы по его строительству велись с 1877 по 1881 год и обошлись, включая замену Мстинского моста, в 5 млн 240 тыс. рублей. Движение по построенному участку было открыто 14 (26) сентября 1881 года. Обход удлинил линию на 5,4 км, но позволил уменьшить уклон трассы в этом месте до 6 ‰. Веребьинский мост использоваться перестал.
В 1869, 1870 годах возле Петербургской и Московской станций, а также на перегонах длиннее 16 км было открыты 25 полустанций для увеличения пропускной способности дороги. На перегоне в то время запрещалось находиться более чем одному поезду. Новая полустанция, устроенная между станциями на существовавшем перегоне, делила его на две части — вместо одного получалось два более коротких перегона. Уже в 1872 году десять полустанций были закрыты. В 1875 году в Бологом начала работу больница на 32 койки. В 1880 году на 15 станциях были открыты бани для работников железной дороги. В 1869 году на многих станциях для набора воды паровозами были установлены гидроколонки. В 1872—1877 годах поворотные круги в круглых депо были заменены на новые большего диаметра 14,2 м, так же поворотными кругами оснастили станции Тосно и Чудово. В дополнение к круглым депо, в 1870—1877 годах было построено 10 прямоугольных депо: 7 из них с двенадцатью, а 3 — с четырьмя стойлами. В Москве в 1891 году было возведено веерное депо на девятнадцать стойл. Первая в России сортировочная станция была открыта в Санкт-Петербурге в 1879 году. На станции было 53 пути и 146 стрелочных переводов. Станция строилась двухсторонней — с сортировочными парками по обе стороны от главных путей. Каждый парк имел наклонные вытяжные пути уклоном в 10 ‰. Сортировочная станция в Москве была построена в начале 1910-х . Дополнительное вагонное депо длиной 213 м на пять путей было открыто в 1882 году. В 1902—1904 годах между постами «О» и «Д» при ст. Москва для увеличения пропускной способности дороги построены отклонённые пути для пассажирского движения, протяжением 4,85 км (4,55 вёрст), удлиняющую линию на 0,174 км, открытые для движения с 22 ноября (5 декабря) 1906 года. Отклонённые пути включены в главные пути линии с 1 (14) января 1910 года, старые главные пути вошли в состав ветвей общего пользования и наименованы «старо-главными путями». В 1906—1911 годах между ст. Обухово и постом Петербург II построен отклонённый пассажирский путь в обход ст. Сортировочная, общим протяжением 5,93 км, и открыт для движения 26 августа (8 сентября) 1910 года. В 1910—1914 годах между ст Петербург I и постом Петербург II построен Петроградский отклонённый путь, в обход путей ст Петербург I, движение по которому открыто 20 октября (3 ноября) 1914 года, старый Петроградский путь вошёл в число станционных путей ст Петроград I и II.
Увеличивалось количество вагонов в поезде. К концу XIX века в пассажирском составе было до 11 вагонов, товарный состоял из 50. С 1860-х годов пассажирские вагоны стали оснащаться туалетами, а также отапливаться: с 1863 года в вагоны ставили изразцовые, с 1866-го чугунные печи. В 1880-е годы перешли от индивидуального отопления вагона к общему отоплению поезда. Для чего в состав поезда включали вагоны с паровым котлом работающим для отопления всего состава. Производились опыты с водяным отоплением, но в результате от него отказались. С 1878 года вагоны стали освещаться газовыми фонарями вместо свечных. В 1911 году начало применяться электрическое освещение вагонов.
С 1863 года на железной дорогие были введены скорые поезда, делавшие остановки не на всех станциях, за счёт чего данные составы преодолевали расстояние быстрее. В 1870-е годы курьерский поезд следовал от столицы до Москвы за 15 часов, почтовый за 18 часов, пассажирский за 24 часа. В 1892 году на участке между Петербургом и Москвой ходило 17 пассажирских и 30 товарных пар поездов в сутки, курьерский поезд преодолевал расстояние между столицами за 13 часов. В 1901 году — за одиннадцать с половиной часов .

## Экономические показатели
| Год                             | 1852  | 1856  | 1860  | 1870  | 1880  | 1890  | 1901  | 1910  |
| ------------------------------- | ----- | ----- | ----- | ----- | ----- | ----- | ----- | ----- |
| Перевезено пассажиров, млн чел. | 0,78  | 1,22  | 1,23  | 1,50  | 1,66  | 1,97  | 4,67  | 9,27  |
| Перевезено грузов, млн т        | 0,17  | 0,39  | 0,42  | 1,12  | 2,59  | 2,71  | 6,42  | 11,5  |
| Валовой доход млн рублей        | 4,419 | 8,912 | 8,610 | 16,54 | 22,41 | 21,84 | 36,67 | 44,65 |
| Чистый доход млн рублей         | 1,651 | 0,796 | 2,436 | 9,407 | 11,82 | 11,75 | 17,07 | 14,11 |

## Главный ход Октябрьской железной дороги

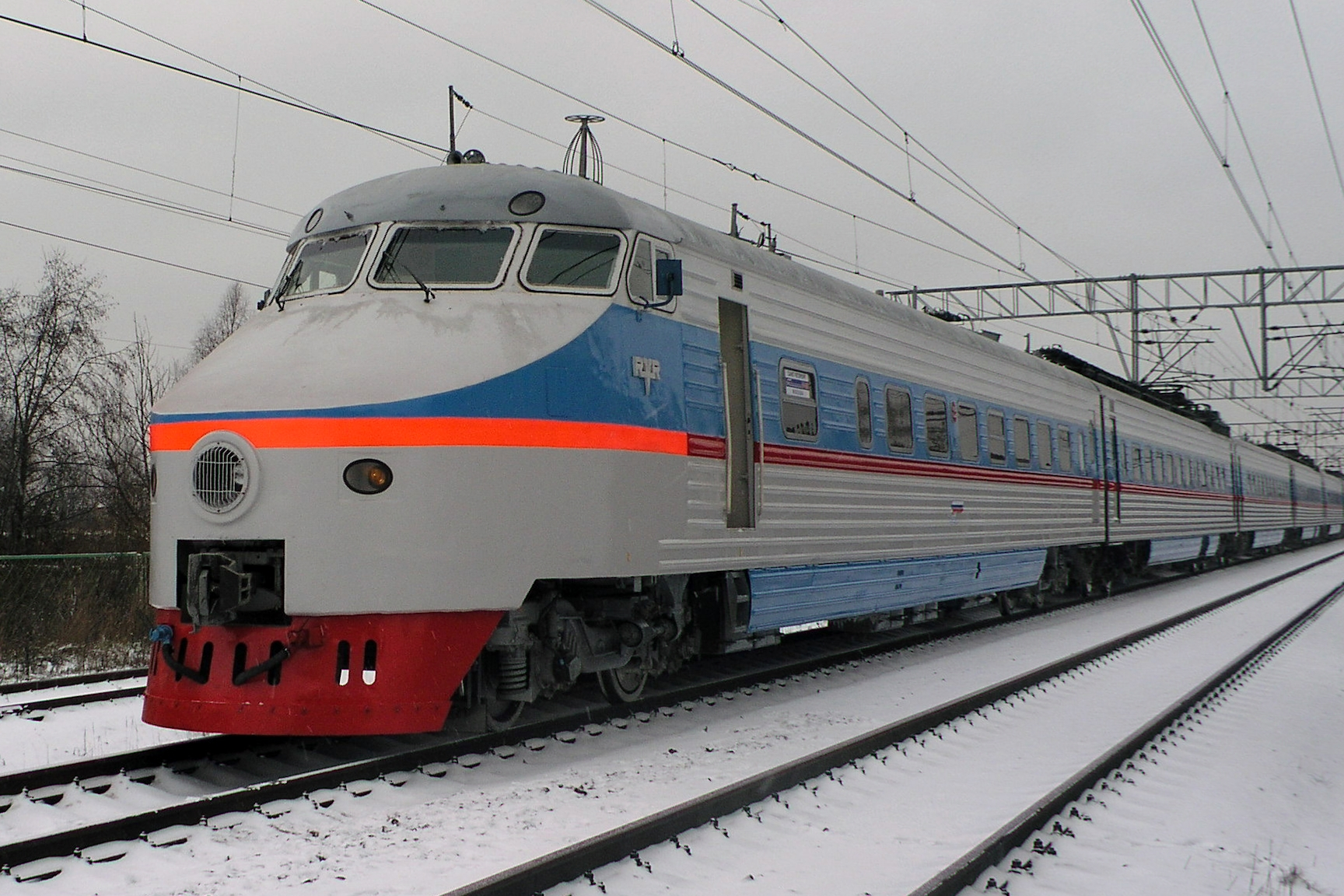
ЭР200

27 февраля 1923 года Николаевская железная дорога была переименована в Октябрьскую. Впоследствии в её состав были включены железные дороги: Северо-Западные (1929), Кировская (1959). Часть Октябрьской железной дороги — линия между Ленинградом и Москвой — стала именоваться главным ходом.
В 1931 году поезд «Красная стрела» — первый фирменный поезд в СССР — начал курсировать между Ленинградом и Москвой, время хода составляло 10 часов. В отличие от курьерского, пассажирский поезд преодолевал расстояние между столицами за 15 часов.
Во время Великой Отечественной войны часть главного хода была перерезана войсками Вермахта. Прямое сообщение между столицами с августа 1941 года по февраль 1944 года отсутствовало. В 1950 году был электрифицирован первый на главном ходу железной дороги участок пути от Москвы до Крюково. На нём стали использоваться электропоезда пригородного сообщения. С 1951 года на линии, впервые для сообщения между крупнейшими городами страны, стал использоваться моторвагонный состав — дизель-поезд ДП.
С 1957 года на железной дороге началось использование пассажирских тепловозов ТЭ7, благодаря чему наиболее быстрые поезда смогли сократить время в пути между Ленинградом и Москвой до 6 часов 20 минут. В соответствии с приказом МПС от 29 мая 1957 года, на линии Ленинград — Москва в 1962 году были завершены работы по устройству движения с повышенными скоростями: усилена мощность строения пути, оборудована новая система АЛСН, проведены работы по электрификации под постоянный ток напряжением 3 кВ. Поступившие на магистраль электровозы ЧС2 проводили пассажирские поезда до Москвы за 5 с половиной часов . В 1966 году одним из этих электровозов на главном ходу впервые была достигнута скорость 200 км/ч. С 1984 года для сообщения между столицами стал использоваться скоростной электропоезд (моторвагонный состав, получающий энергию от контактной сети) ЭР200, преодолевавший расстояние между городами за 4 часа.
В 2001 году в ходе реконструкции главного хода линия была спрямлена. Вместо Веребьинского обхода трасса прошла по существовавшему до 1881 года прямому маршруту. Через Веребьинский овраг был построен новый мост. Произведена реконструкция строения пути и контактной сети. В связи с тем, что эксплуатирующиеся на линии с 2009 года поезда Сапсан были введены в расписание в значительно большем количестве по сравнению с числом скоростных поездов на этом направлении во времена СССР, грузовое движение на этой линии было сильно сокращено: запуск одной пары скоростных поездов привёл к снятию шести пар товарных, направляемых в объезд.

## В искусстве
Отдельные факты из истории строительства Николаевской железной дороги легли в основу известного стихотворения Н. А. Некрасова «Железная дорога».
Прямо дороженька: насыпи узкие,
Столбики, рельсы, мосты.
А по бокам-то всё косточки русские…
Сколько их! Ванечка, знаешь ли ты?Н. А. Некрасов (1864)
Железная дорога изображена на акварелях середины XIX века работы А. В. Петцольта, Р. А. Желязевича и А. Х. Кольба. К столетию железной дороги, в 1951 году был снят документальный фильм Эльдара Рязанова и Лии Дербышевой «Дорога имени Октября». В 2021 году вышел документальный фильм «Государева дорога», приуроченный к 170-летию открытия Николаевской железной дороги.
В 1978 году в СССР вышла тематическая серия марок, посвящённая первым паровозам России. На четырёх из пяти марок были изображены паровозы начального периода эксплуатации железной дороги на фоне её зданий и сооружений.

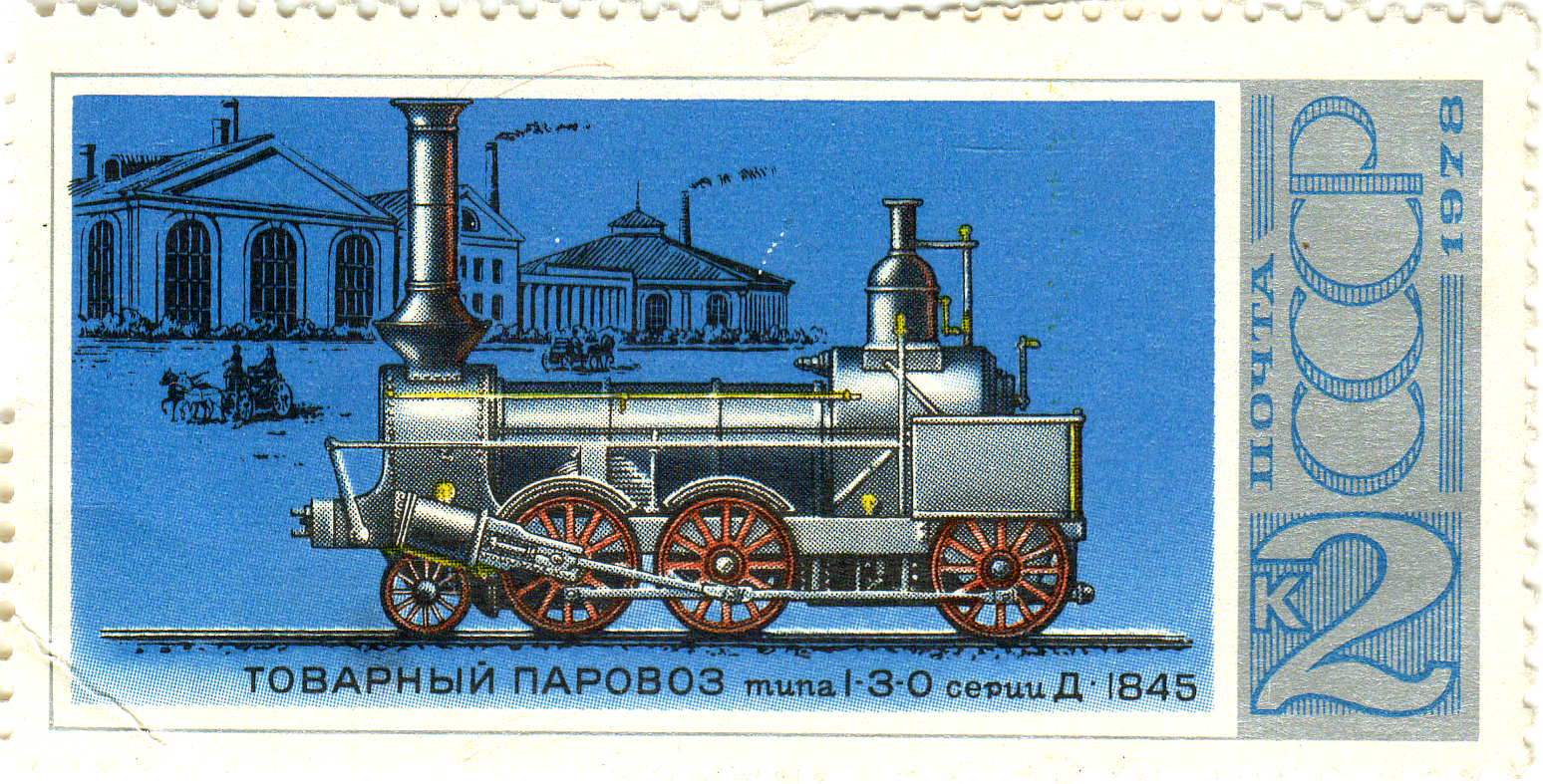
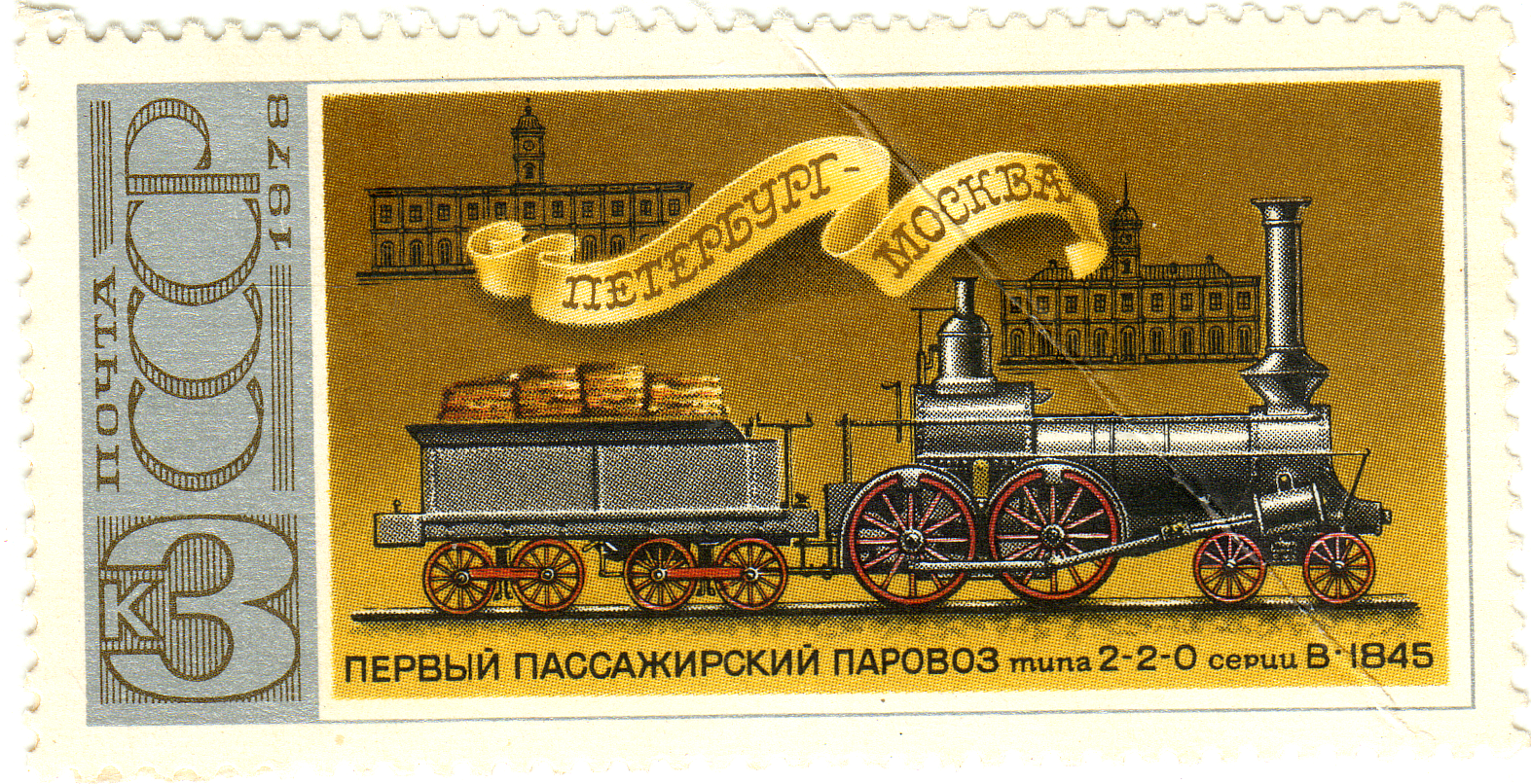
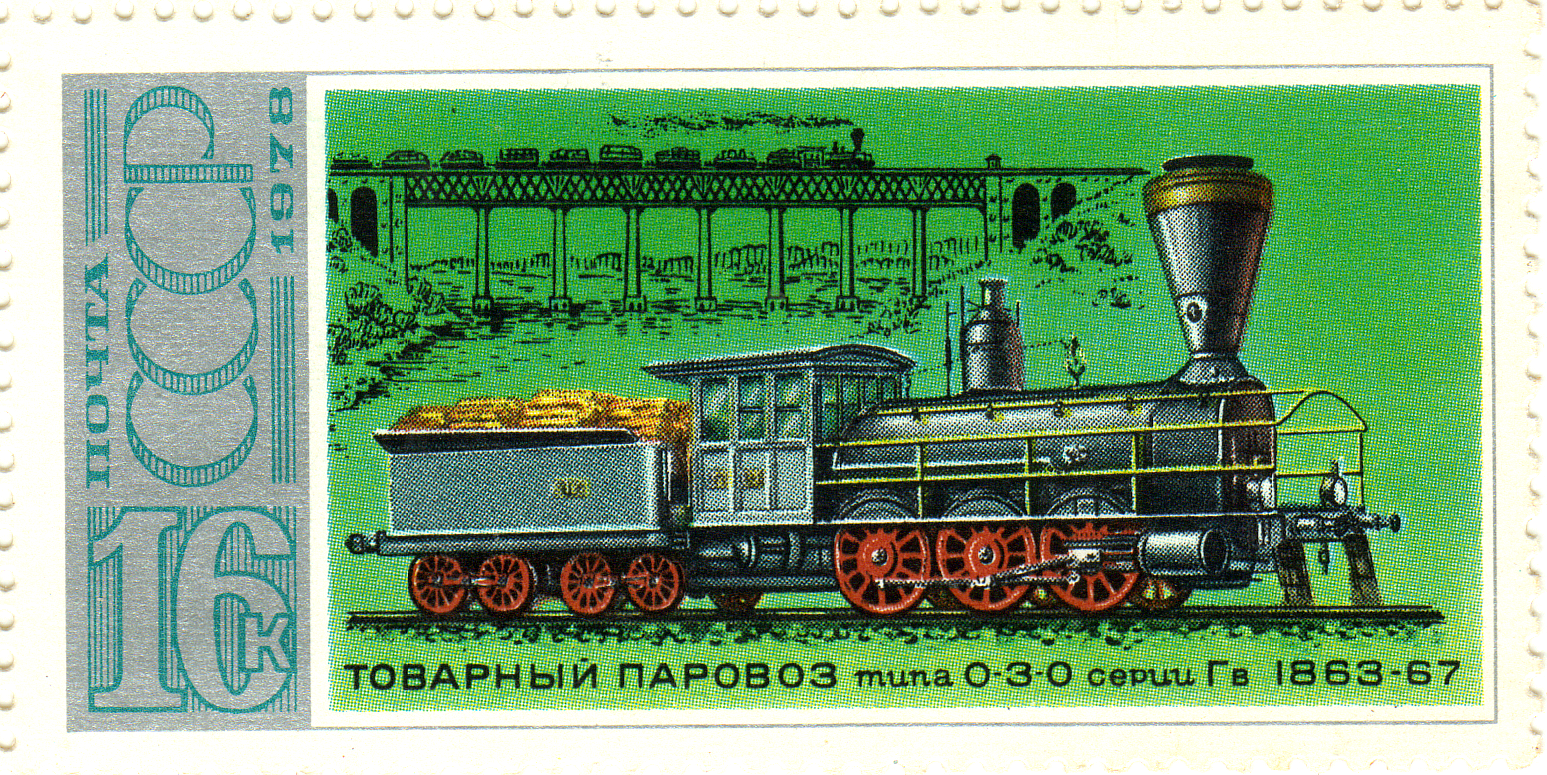
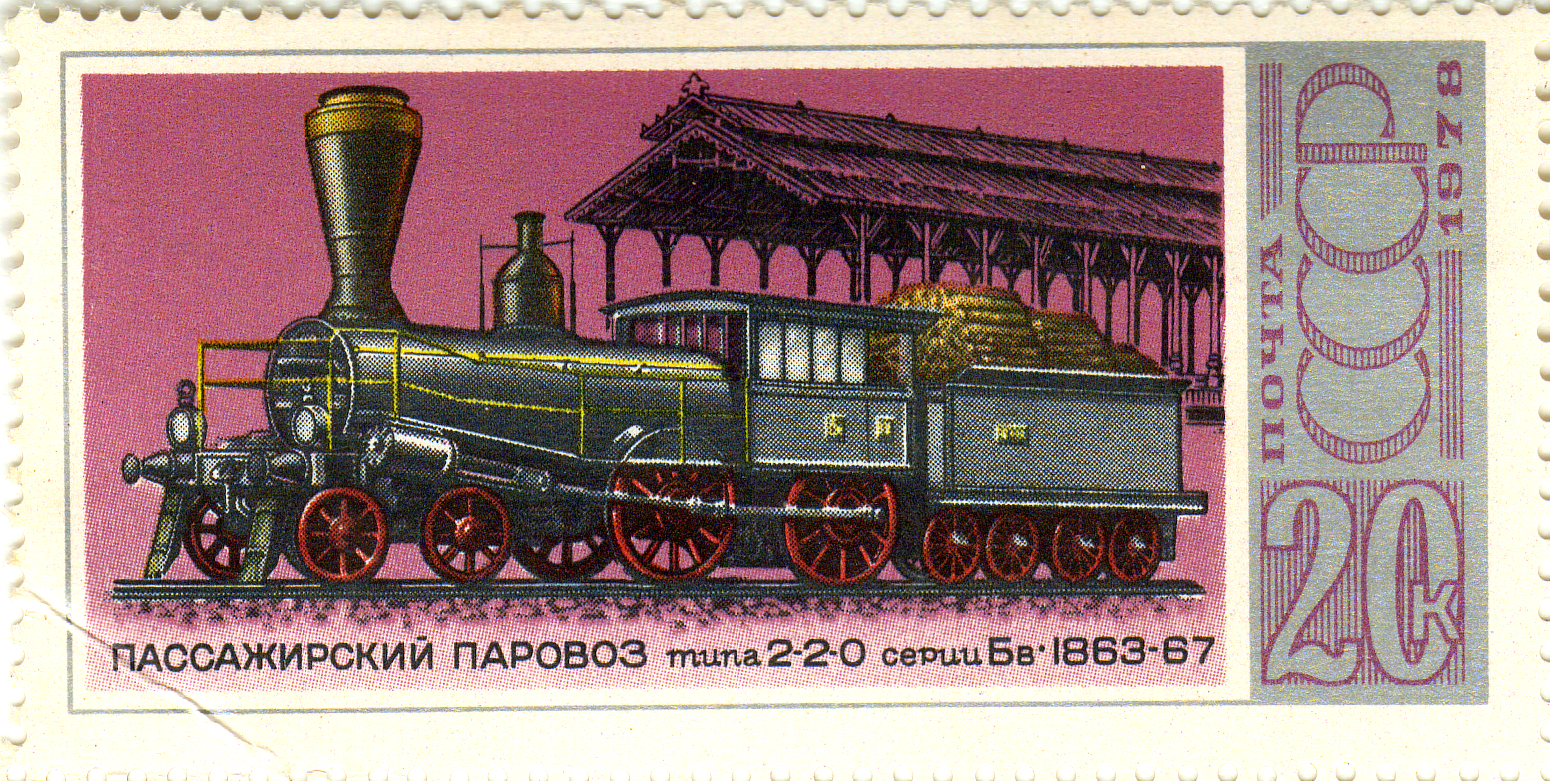

## Легенды, связанные с дорогой

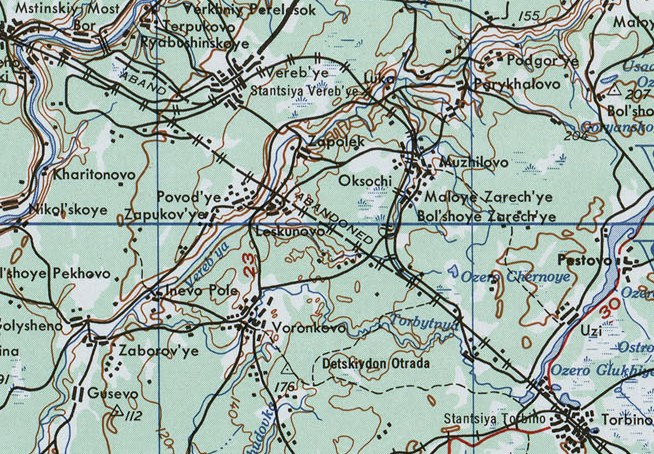
Веребьинский обход и прямой путь на карте 1:250 000

В день открытия железной дороги произошёл конфуз. Один услужливый царский чиновник, желая выслужиться перед начальством, приказал выкрасить рельсы белой масляной краской. Попав на участок со свежевыкрашенными рельсами, колёса начали буксовать, и поезд остановился. Чтобы уменьшить скольжение колёс, пришлось мазать рельсы сажей, образующейся в паровой машине.
Существовала легенда о том, что Николай I лично давал указание, как и где проложить дорогу: император приложил к карте линейку и провёл линию. Возле Мсты карандаш, который держала одна рука императора, наткнулся на палец другой руки и прочертил изгиб. Императорское решение надлежало выполнить. В действительности, если не брать во внимание некоторые кривые большого радиуса, а также кривые меньшего радиуса в горловинах станций, реконструированные под скоростное движение, изначально дорога была построена прямой. В месте упомянутого изгиба — в районе станции Мстинский мост — линия также была абсолютно прямой, что, при имеющемся в этом месте перепаде профиля, затрудняло движение составов с паровозами, имевшими не очень большое тяговое усилие. Для прохода подъёма приходилось прицеплять дополнительный локомотив либо расцеплять состав на две части. Ради преодоления неудобств и был создан «изгиб» — Веребьинский обход со ст. Оксочи, продольный профиль пути стал благоприятнее. Через 120 лет необходимость в таком обходе отпала, он был демонтирован, станция Оксочи — закрыта, а линия вновь стала прямой. Решение строить дорогу «прямо» Николай I действительно принимал, но касалось оно прохождения дороги по прямому направлению без захода в Новгород.